# Transatlantisches Freihandelsabkommen
Das Transatlantische Freihandelsabkommen, offiziell Transatlantische Handels- und Investitionspartnerschaft (englisch Transatlantic Trade and Investment Partnership, TTIP, früher Trans-Atlantic Free Trade Agreement, TAFTA), ist ein geplantes Freihandels- und Investitionsschutzabkommen in Form eines völkerrechtlichen Vertrags zwischen der Europäischen Union und den USA. Die Verhandlungen dazu begannen beim G8-Gipfel am Lough Erne im Juni 2013, liegen jedoch seit der Wahl von Donald Trump zum US-Präsidenten am 8. November 2016 auf Eis und wurden auch unter seinem Nachfolger Joe Biden nicht wieder aufgenommen.
Als historischer Vorläufer gilt das Multilaterale Investitionsabkommen (MAI), das 1998 am Widerstand der damaligen französischen Regierung unter Staatspräsident Jacques Chirac scheiterte.

TTIP war Gegenstand vielfacher Kritik von Globalisierungsgegnern; auch wurde der Verhandlungsprozess als intransparent bezeichnet.

## Zusammenfassung des Inhalts
Das Ziel von TTIP ist der Abbau von tarifären und nichttarifären Handelshemmnissen zwischen den USA und der EU. Besonders der Abbau der nichttarifären Handelshemmnisse fördere das Wirtschaftswachstum in den beteiligten Ländern erheblich, indem es Kosten für exportierende Unternehmen in der EU und den USA senke und damit das Außenhandelsvolumen vergrößere.
Laut Europäischer Kommission und US-Handelsministerium geht es im Abkommen um Marktzugang (Zollabbau, öffentliche Aufträge), regulatorische Zusammenarbeit und die globale Regelentwicklung. Das durchschnittliche Zollniveau beträgt fünf bis sieben Prozent. Beim Abbau von nichttarifären Handelsbeschränkungen geht es beispielsweise um die Gleichbehandlung bei öffentlichen Aufträgen, die Angleichung von Gesundheitsstandards und Lebensmittelgesetzen, Umweltstandards und ähnlichem.
Nach den Beschlüssen des Rates der Europäischen Union und des Europäischen Parlaments sind im Zuge der sogenannten Kulturellen Ausnahme audiovisuelle Medien und Kunst ausdrücklich nicht Teil des Verhandlungsmandats der Europäischen Kommission.

### Öffentliche Aufträge
Eine Gleichstellung der Wirtschaftssubjekte würde im jeweils anderen Wirtschaftsraum beispielsweise einer lettischen Baufirma gegenüber einer kalifornischen die gleichen einklagbaren Chancen bringen, den Bauauftrag für eine Brücke in Los Angeles zu erhalten. Nach Aussage von Sigmar Gabriel vor der 13. Verhandlungsrunde im April 2016 könnte TTIP an dieser Frage scheitern: Die Amerikaner wollten am 1933 verabschiedeten „Buy-American“-Gesetz („Kaufe amerikanisch“) festhalten, was die europäische Seite nicht akzeptieren könne.

### Lebensmittelgesetze und Gesundheitsstandards
Während in Europa beispielsweise gentechnisch veränderte Lebensmittel gekennzeichnet werden müssen und weitläufig verboten sind, verhält es sich in den USA völlig anders; 90 Prozent des verwendeten Mais, der Sojabohnen und der Zuckerrüben sind gentechnisch verändert. In Amerika gibt es keine Kennzeichnungspflichten. Umgekehrt unterliegen in Europa verbreitete und nicht besonders gekennzeichnete Produkte in den USA Beschränkungen. So wird etwa der französische Roquefort-Käse aus Rohmilch von den US-Gesundheitsbehörden als bedenklich eingestuft. In den USA dauert der Zulassungsprozess für Grüne Gentechnik durchschnittlich 15 Monate, in der EU 40. Für die Unterschiede zwischen den USA und der EU bei der Regulierung der Grünen Gentechnik gibt es unterschiedliche Erklärungsansätze. Einige gehen davon aus, dass die Konsumenten in der EU der Gentechnik gegenüber negativer eingestellt wären als US-Konsumenten, dass Lebensmittelskandale (z. B. BSE oder Dioxin) in den 1990er Jahren stärkere Regulierung zur Folge hatten oder dass das Vertrauen der Konsumenten in die Regulierungsbehörden in der EU niedriger ist. Andere Forscher argumentieren, dass die Regulierung in den USA deswegen weniger strikt ist, weil die dortigen Landwirte aus der Grünen Gentechnik einen größeren Nutzen ziehen könnten als EU-Landwirte.
Die am 2. Mai 2016 veröffentlichten geleakten

„TTIP-Dokumente zeigen, dass die USA die Interessen ihrer Agrarkonzerne in den TTIP-Verhandlungen durchsetzen wollen. Ihr geht es dabei vor allem um nicht-tarifäre Handelshemmnisse, die den Import von US-Agrarerzeugnissen in die EU derzeit erschweren …
Setzt sich die US-Lobby durch, zöge dies … verheerende Auswirkungen auf die EU-Agrarsektoren nach sich, insbesondere auf die Rind- und Schweinefleischproduktion sowie die Milchwirtschaft“

Die Pharmaindustrie erhofft sich Erleichterungen bei der Zulassung von Medikamenten, die bisher nach unterschiedlichen Verfahren in Deutschland und den USA geprüft werden müssen. Nach Ansicht des Vorstandsmitglied der E. Merck KG, Karl-Ludwig Kley, könnten die Verbraucher von niedrigeren Preisen profitieren. Kritiker bezweifeln diese Vorteile.

### Umweltstandards
Die Umweltstandards in den USA und in Europa haben unterschiedliche Ansätze. In der EU gilt das Vorsorgeprinzip, in den USA dagegen das Nachsorgeprinzip, d. h. „ein Stoff [kann] so lange verwendet werden, bis eine von ihm ausgehende beträchtliche Gefahr nachgewiesen ist“.
Im Dezember 2013 war Fracking in den nicht-öffentlichen Verhandlungen zu TTIP Verhandlungsgegenstand.

### Deregulierung des Finanzsektors
Als Reaktion auf die Finanzkrise ab 2007 hatten die USA in den vergangenen Jahren schärfere Regeln im Finanz- und Bankensektor durchgesetzt. Dazu gehört etwa die Reglementierung und das teilweise Verbot riskanter Finanzprodukte, die weithin als einer der Auslöser der Krise angesehen werden. Ein Verhandlungsgegenstand von TTIP ist die Rücknahme von Kontrollen und einschränkenden Regeln für den Finanzsektor. Der Ökonom Michael R. Krätke schrieb dazu:

„Die Ironie der Geschichte: In den USA gelten im Moment noch striktere Finanzmarktregeln als in Europa. Wenn alle Dienstleistungssektoren ‚liberalisiert‘ werden sollen, gilt das selbstverständlich auch für die Finanzdienstleistungen. Folglich steht uns eine seltsame Allianz der Finanzmarktderegulierer ins Haus, die die gerade erst begonnene Reregulierung von Banken und Finanzmärkten mit Elan wieder zurückdrehen werden – die Lobbyisten der britischen ‚Finanzindustrie‘ an der Spitze der Bewegung.“

### Industriestandards
Zwischen der EU und den USA gibt es eine Vielzahl unterschiedlicher Produktnormen, etwa in der Chemie-, Metall- und Pharmaindustrie. Bei den Zulassungsverfahren müssen Fahrzeuge beispielsweise ganz unterschiedliche Crashtests absolvieren. Eine Angleichung durch TTIP könnte nach Ansicht der EU-Kommission den transatlantischen Handel ausweiten.

## Wirtschaftlicher Hintergrund

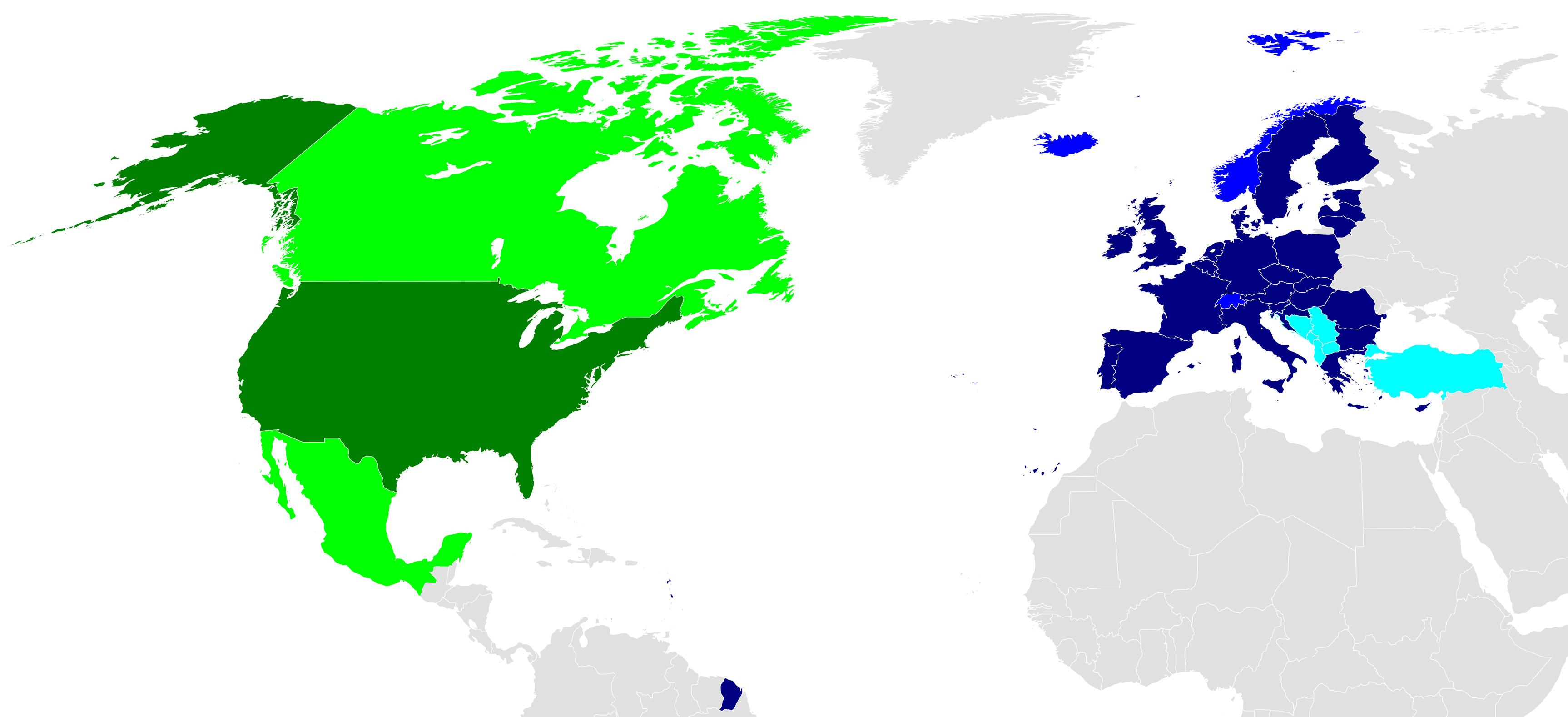
TTIP-Verhandlungspartner und wichtige assoziierte Handelsräume im Jahre 2011
Vereinigte Staaten (USA)
Nordamerikanisches Freihandelsabkommen (NAFTA)
Europäische Union (EU)
Europäische Freihandelsassoziation (EFTA)
Beitrittskandidaten der Europäischen Union

Durch die große wirtschaftliche Bedeutung der Europäischen Union und der USA (50 Prozent des weltweiten Bruttoinlandsprodukts) würde TTIP potenziell die weltgrößte Freihandelszone bilden. Der Handel der Europäischen Union und der USA umfasst rund ein Drittel des weltweiten Handelsvolumens.
Historische Daten des Handels mit Gütern zwischen den USA und der EU:
Im Folgenden werden die transatlantischen Handelsströme für Güter und Dienstleistungen für das Jahr 2013 dargestellt:
| Richtung des Handels 2013 | Güter in Mrd. Euro | Dienstleistungen in Mrd. Euro |
| ------------------------- | ------------------ | ----------------------------- |
| Exporte EU in die USA     | 288,3              | 196,1                         |
| Exporte USA in die EU     | 158,8              | 146,1                         |

Eine derartige Freihandelszone wurde seit etwa dem Beginn der 1990er Jahre diskutiert, auch unter dem Namen Wirtschafts-NATO. Nach offiziellen Stellungnahmen soll durch das Abkommen unter anderem das Wirtschaftswachstum in den Teilnehmerstaaten belebt, die Arbeitslosigkeit gesenkt und das Durchschnittseinkommen der Arbeitnehmer erhöht werden.

### Prognosen der wirtschaftlichen Effekte

#### Studie des CEPR
Die EU-Kommission hatte im Vorfeld der Verhandlungen eine Studie beim Londoner Centre for Economic Policy Research (CEPR) in Auftrag gegeben. Die Studie mit dem Titel „Abbau der Hindernisse für den transatlantischen Handel“ skizzierte dabei die wirtschaftlichen Auswirkungen und Folgeabschätzungen eines Freihandelsabkommens für die EU und die USA. Das Forschungsinstitut befürwortete danach ein Freihandelsabkommen und sah für die EU-Wirtschaft ein Potential von rund 119 Milliarden Euro (ungefähr 233 Euro pro EU-Bürger). Die US-Wirtschaft wiederum habe ein maximales Potential aus dem Freihandelsabkommen in Höhe von 95 Milliarden Euro. Das CEPR kommt zu dem Ergebnis, dass ein kontinuierlich um rund 0,5 Prozent höheres Bruttoinlandsprodukt (entspräche etwa 65 Milliarden Euro) durch ein Freihandelsabkommen möglich sei. Nach der Analyse von Sabine Stephan der Hans-Böckler-Stiftung besagt die Studie des CEPR, dass bei einem umfassenden Freihandelsabkommen das reale Bruttoinlandsprodukt (BIP) der EU im Jahr 2027 um 0,48 Prozent und das der USA um 0,39 Prozent höher wäre als ohne Freihandelsabkommen. Diese Zahlen gäben den Gesamteffekt an. Dieser beziffert die ökonomischen Effekte des Abkommens am Ende einer Anpassungsphase von etwa 10 bis 20 Jahren, also auf lange Sicht. Diese Einschätzung wird in der „Erläuterung der wirtschaftlichen Analyse“ der Europäischen Kommission bestätigt: „Diese wirtschaftlichen Gewinne entsprächen in der EU und den USA einem – gegenüber dem Szenario ohne TTIP – zusätzlichen Wirtschaftswachstum von 0,5 % bzw. 0,4 % des BIP bis 2027.“ Auch der BDI korrigierte seine früher fälschlicherweise als jährliches Wachstum interpretierte Aussagen zu den Wachstumseffekten.

#### Studie des Ifo-Instituts im Auftrag der Bertelsmann Stiftung vom 17. Juni 2013
Zwei Szenarien wurden simuliert. Die Abschaffung der Zölle allein wäre fast wirkungslos. Der Abbau zollfremder Maßnahmen wie Qualitätsstandards, Verpackungs- und Bezeichnungsvorschriften oder Herkunftsangaben sowie technische oder rechtliche Anforderungen an importierte Produkte, der Abbau von Förderungen der eigenen Exporte durch Steuervorteile oder finanzielle Förderungen führt in Szenario 2 jedoch zu Wachstumsimpulsen. Das Handelsvolumen zwischen den Vereinigten Staaten und der Bundesrepublik würde sich verdoppeln (dafür gäbe das Volumen mit den südlichen Euro-Ländern um 30 Prozent nach), zwei Millionen neue Arbeitsstellen in den OECD-Staaten würden geschaffen, davon 1,1 Millionen in den Vereinigten Staaten sowie 181.000 in Deutschland. Geschwächt würden traditionelle Handelspartner der USA wie Kanada (−9,5 Prozent), Mexiko (−7,2 Prozent) und Japan (−6 Prozent). „Weitere Verlierer wären die Entwicklungsländer, vor allem in Afrika und Zentralasien.“

#### Studie des Ifo-Instituts im Auftrag der Bundesregierung vom 21. Januar 2015
Nach den Modellannahmen rechnet die Studie im Auftrag der Bundesregierung damit, dass TTIP in Europa bis zu 400.000 neue Arbeitsplätze schaffen kann, 100.000 davon in Deutschland. TTIP hätte direkte Effekte auf circa 45 Prozent der Weltwertschöpfung und 30 Prozent des Welthandels. Für Deutschland schätzt das ifo-Institut in München einen dauerhaften Zuwachs des realen Pro-Kopf-Einkommens von bis zu 3,5 Prozent. Negative Effekte für die Länder der Dritten Welt gebe es nicht oder nur in geringem Maße.

#### Energiewirtschaftliche Optionen
Die unter dem Einfluss des Krieges in der Ukraine seit 2014 stehende EU könnte durch den Abbau von Handelsbarrieren Energie günstiger aus den USA importieren, um in diesem Bezug unabhängiger von Russland zu sein. Dazu bot der damalige US-Präsident Barack Obama schon zu Beginn des Konflikts im März 2014 die USA als Gaslieferanten an. Für kleine und mittlere Unternehmen, denen der Markt jenseits des Atlantiks bisher zu undurchsichtig oder unrentabel war, biete TTIP beträchtliche Expansionsmöglichkeiten. Verbraucher könnten von einer größeren Produktauswahl und geringeren Preisen profitieren und Unternehmen in den USA und der EU könnten leichter miteinander kooperieren. Die US-Sojabohne – zur Herstellung von Sojamethylester für Biodiesel – soll die Wettbewerbsposition gegenüber der brasilianischen Sojabohne verbessern.

#### Regionale Vorteile für Bundesländer
Auf Länderebene tritt die hessische Landesministerin für Bundes- und Europaangelegenheiten, Lucia Puttrich (CDU), für das TTIP ein und sieht mit ihm „eine große Chance … für die hessische Wirtschaft“.

#### Geopolitische Optionen
Neben der wachstumsorientierten Argumentation argumentieren viele Befürworter des Abkommens auch machtpolitisch: Durch TTIP entstehe ein geopolitischer Block, der auf Jahrzehnte die Produktstandards und Konditionen des Welthandels diktieren könnte, was Ängste bei China und Indien auslöst, über diese nahezu globalen Standards nicht mitverhandeln zu können. Aber auch ordnungspolitische Argumente finden sich; sie zielen auf die Herstellung von mehr Chancengleichheit im transatlantischen Handel.

### Kritiker
Kritiker führen an, dass das TTIP-Projekt die von Befürwortern genannten positiven Effekte nicht erreichen werde bzw. dass die positiven Effekte im kaum oder nicht messbaren Bereich lägen. Entsprechend ist umstritten, wie positiv oder negativ die jeweiligen wirtschaftlichen Effekte insgesamt und für einzelne Länder ausfallen könnten. Auch die Effekte auf den Weltmarkt und Länder der Dritten Welt werden diskutiert. Strittig ist auch, ob und inwieweit auch Arbeitnehmer und Verbraucher oder lediglich Kapitalinteressen von Großkonzernen von den prognostizierten Effekten profitieren würden.
Einige Studien zur positiven wirtschaftlichen Auswirkung werden von Teilen der Politik und Wissenschaft als unrealistisch kritisiert. Kritische Studien kommen zu dem Schluss, bei Zunahme des transatlantischen Handels könnte der innereuropäische Handel sogar abnehmen. Zudem werden eine gesteigerte makroökonomische Instabilität, ein negativer Einfluss auf das Wirtschaftswachstum und den Arbeitsmarkt sowie eine sinkende Lohnquote prognostiziert. Die Vorteile, die das Abkommen den Unternehmen bieten soll, wären zudem bindend, dauerhaft und praktisch nicht mehr veränderbar – weil jede einzelne Bestimmung nur mit Zustimmung sämtlicher Unterzeichnerstaaten geändert werden könnte, sobald der Vertrag in Kraft getreten sei. Auch die Effekte für die Handelsbeziehungen mit Ländern außerhalb von TTIP wie Russland, China, die BRICS-Staaten insgesamt und die Entwicklungsländer werden von Kritikern, aber zum Teil auch von Befürwortern, eher negativ veranschlagt. Zu diesen Kritikern gehören auch die Wirtschafts-Nobelpreisträger Paul Krugman und Joseph E. Stiglitz.

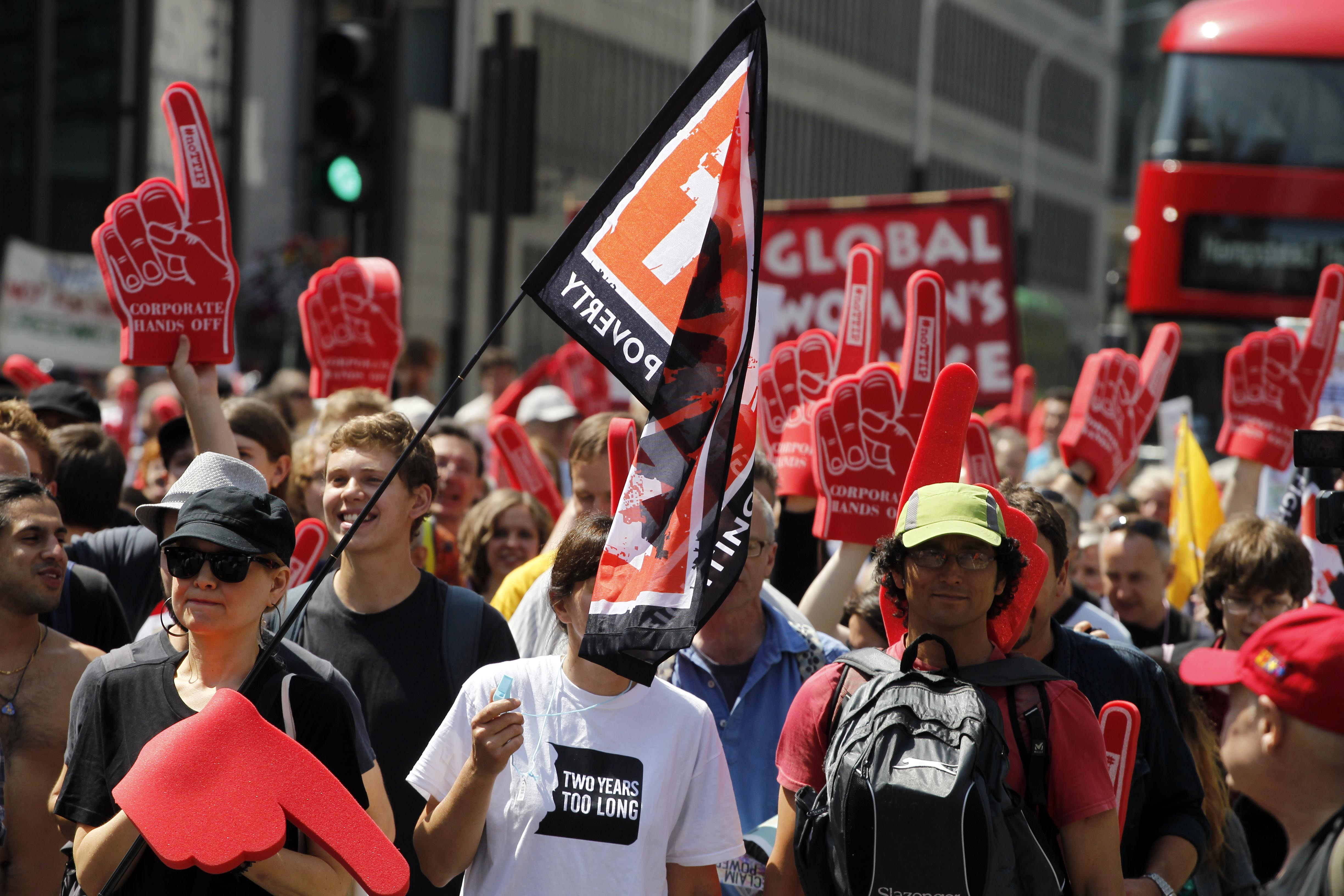
TTIP-Proteste in London im Juli 2014

Beim „Forum Wirtschaft“ waren sich die Teilnehmer der Podiumsdiskussion – Bernhard Mattes, Vorstandsvorsitzender Ford Deutschland und Präsident der American Chamber of Commerce in Germany, Reinhard Bütikofer, MdEP und Vorsitzender der Europäischen Grünen Partei, Prof. Irwin Collier, Wirtschaftswissenschaftler und Vorsitzender des John-F.-Kennedy-Instituts an der Freien Universität Berlin, sowie Jackson Janes, Präsident des American Institute for Contemporary German Studies an der Johns-Hopkins-Universität in Washington, D.C. – einig, dass das Freihandelsabkommen netto nicht zu mehr Arbeitsplätzen führen werde.
Die amerikanische Handelsrechtsexpertin und Aktivistin Lori Wallach schrieb:

„Eine Studie des Tafta-freundlichen European Centre for International Political Economy kommt zu dem Befund, dass das BIP der USA wie der EU – selbst unter extrem blauäugigen Annahmen – allenfalls um ein paar Promille wachsen würde, und das ab 2029. Den meisten bisherigen Prognosen liegt die Annahme zugrunde, dass Zollsenkungen stets eine starke Wirtschaftsdynamik auslösten – was empirisch längst widerlegt ist. Verzichtet man auf diese dubiose Annahme, dann – räumen die Autoren der Studie ein – schrumpft der potenzielle BIP-Zuwachs auf statistisch irrelevante 0,06 Prozent.“

Die von der EU-Kommission selbst in der Öffentlichkeit angegebenen Zahlen seien nicht das wahrscheinlichste, sondern das optimistischste Szenario, und zwar über einen Zeitraum von zehn Jahren. So soll sich durch TTIP laut EU-Kommission das Einkommen einer vierköpfigen Familie pro Jahr durchschnittlich um 545 Euro erhöhen.
Auf der Website der Arbeitsgruppe Alternative Wirtschaftspolitik schreibt der Sozialwissenschaftler Tobias Kröll dazu:

„Es geht hier um eine Wirtschaftsunion mit 28 Mitgliedsstaaten mit jeweils unterschiedlichster Bevölkerungs-, Wirtschafts- und Sozialstruktur, sowie unterschiedlichsten Tarifstrukturen. Innerhalb der Staaten gibt es dazu noch jeweils unterschiedlichste Regionen. Es ist schon sehr gewagt, auf dieser Basis mit dem Betrag von 545 Euro in Verbindung mit einer ‚durchschnittlichen vierköpfigen Familie‘ für das Freihandels-Abkommen zu werben. Damit wird nun langsam deutlich, dass es (auch ohne TTIP-Abkommen) in der Wirtschaft in erster Linie um die Verteilung des jeweils erwirtschafteten Reichtums geht.“

Die angegebenen zwei Millionen neue Arbeitsplätze beziehen sich auf den gesamten Freihandelsraum mit über 800 Millionen Menschen. Eine von TTIP-Befürwortern häufig zitierte Studie der Bertelsmann Stiftung geht von einem Rückgang der Arbeitslosigkeit in Deutschland um insgesamt 0,11 Prozent aus. Grundsätzliche Kritik hinsichtlich des Aufbaus und der neoklassischen Annahmen der Studien wurde vom Psychologen Jascha Jaworski geäußert.
Nach dem Diskussionspapier eines Doktoranden des Global Development and Environment Institute der US-amerikanischen Tufts University würde die Zunahme des transatlantischen Handels durch eine Abnahme des innereuropäischen Handels kompensiert. Durch die TTIP würden 600.000 Arbeitsplätze in Europa verloren gehen und es zu einem Einkommensverlust von 165 bis zu 5.000 Euro pro Person und Jahr kommen. Zudem werden eine gesteigerte makroökonomische Instabilität, ein negativer Einfluss auf das Wirtschaftswachstum und eine sinkende Lohnquote prognostiziert. Der methodische Unterschied zu anderen Studien beruht darin, dass nicht ein Allgemeines Gleichgewichtsmodell, sondern das United Nations Global Policy Model verwendet wurde. Der Autor der Studie empfiehlt für den Aspekt der Investitionen weitere Untersuchungen der finanziellen Auswirkungen von TTIP, da nach der Studie eine höhere finanzielle Instabilität zu erwarten ist.
Zu einer moderaten Kritik kommt Gabriel Felbermayr, der als Leiter des Zentrums für Außenwirtschaft des Ifo Instituts für Wirtschaftsforschung die Auswirkungen des transatlantischen Freihandelsabkommens erforscht. Er erwartet für den Verbraucher sinkende Preise, jedoch einen erhöhten Konkurrenzdruck für die Unternehmen, von denen manche vom Abkommen profitieren könnten, andere jedoch nicht.

## Historie

### Der Weg zum Transatlantic Economic Council
Die Idee eines umfangreichen Freihandelsabkommens zwischen den USA und den EU-Staaten wurde in Deutschland erstmals durch den damaligen Bundesaußenminister Kinkel 1995 „prominent bekannt gemacht“.

#### Transatlantische Erklärung 1990
Schon 1990 hatten die exekutiven Organe der Europäischen Gemeinschaft und der USA die transatlantische Erklärung zur Zusammenarbeit und zum Dialog verabschiedet und den „transatlantischen Dialog“ als Institution gegründet, der seither auf verschiedenen Ebenen stattfand.

#### Transatlantische Agenda 1995
1995 beschlossen die EU und die USA die Wirtschaftsbeziehungen weiter auszubauen. Während des EU-USA-Gipfeltreffens am 3. Dezember 1995 in Madrid wurde die Erklärung durch die Neue Transatlantische Agenda (NTA) ersetzt. Absicht des 150 Einzel-Ziele umfassenden Aktionsplans war die engere politische, militärische und wirtschaftliche Zusammenarbeit. Die grundsätzlichen Ziele waren nach wie vor die Sicherung von Frieden und Stabilität, wobei der NATO eine herausragende Rolle zukam. Außerdem wurden die Bewältigung globaler Herausforderungen, die Vertiefung der Wirtschaftsbeziehungen, die Förderung des Welthandels und auch eine transatlantische Brückenbildung im gesellschaftlichen Bereich genannt. Die Europäische Gemeinschaft und USA vereinbarten eine Vertiefung ihrer Handelspartnerschaft durch eine Freihandelszone.

#### Transatlantische Wirtschaftspartnerschaft 1998
1998 wurde die Transatlantische Wirtschaftspartnerschaft beschlossen, die auf dem Transatlantischen Aktionsplan basierte. Gemeinsame Maßnahmen in den Bereichen Handel und Investitionen wurden angestrebt.

#### Transatlantischer Wirtschaftsrat 2007, Rahmenvereinbarung zur transatlantischen Wirtschaftsintegration
Am 30. April 2007 wurde die Rahmenvereinbarung zur Vertiefung der transatlantischen Wirtschaftsintegration zwischen der Europäischen Union und den USA unterzeichnet. Der daraufhin gegründete Transatlantische Wirtschaftsrat (TEC) befasste sich fünf Jahre lang mit den Hürden, die einer Einigung voraussichtlich im Wege stehen würden. In der Rahmenvereinbarung zur Vertiefung der transatlantischen Wirtschaftsintegration heißt es: „Wir bekennen uns zum Abbau von Hemmnissen im transatlantischen Handel, …zum Herbeiführen einer wirksameren, systematischeren und transparenteren regulatorischen Zusammenarbeit…, zur Beseitigung unnötiger Unterschiede zwischen unseren Regulierungssystemen…“. Als Berater werden unter anderem Mitglieder der amerikanischen Handelskammer, der europäische Arbeitgeberverband Businesseurope und die Bertelsmann Stiftung eingesetzt. Seit 2009 wurde mit den Verhandlungen zu CETA (EU-Kanada-Freihandelsabkommen) eine Art Blaupause zum Handelsabkommen zwischen den USA und der EU entwickelt.

### Vorbereitung durch die High Level Working Group
Auf dem EU-US-Gipfeltreffen am 28. November 2011 setzten US-Präsident Obama und der Präsident des Europäischen Rates, Herman Van Rompuy, im Rahmen des Transatlantischen Wirtschaftsrats (TEC) die Gründung einer High-Level Working Group on Jobs and Growth ein, deren Mitglieder lange geheim blieben, bis sie auf Druck der NGO Corporate Europe Observatory veröffentlicht wurden. Diesem Beratungsgremium, das zuerst am 23. April 2012 tagte, gehörten nach Ansicht der Nichtregierungsorganisation attac vor allem liberale Technokraten (u. a. Vertreter von Businesseurope und der Bertelsmann Stiftung) an, von denen keiner ein demokratisches Mandat besitze. Geführt wurde diese Arbeitsgruppe durch den Handelsvertreter der Vereinigten Staaten (USTR) Ron Kirk und den europäischen Kommissar für Handel Karel De Gucht.
Obama, EU-Kommissionspräsident Barroso und Herman Van Rompuy sprachen sich am 13. Februar 2013 in einer gemeinsamen Erklärung für eine Freihandelszone ihrer beiden Wirtschaftsblöcke aus.

### Beginn der Verhandlungen

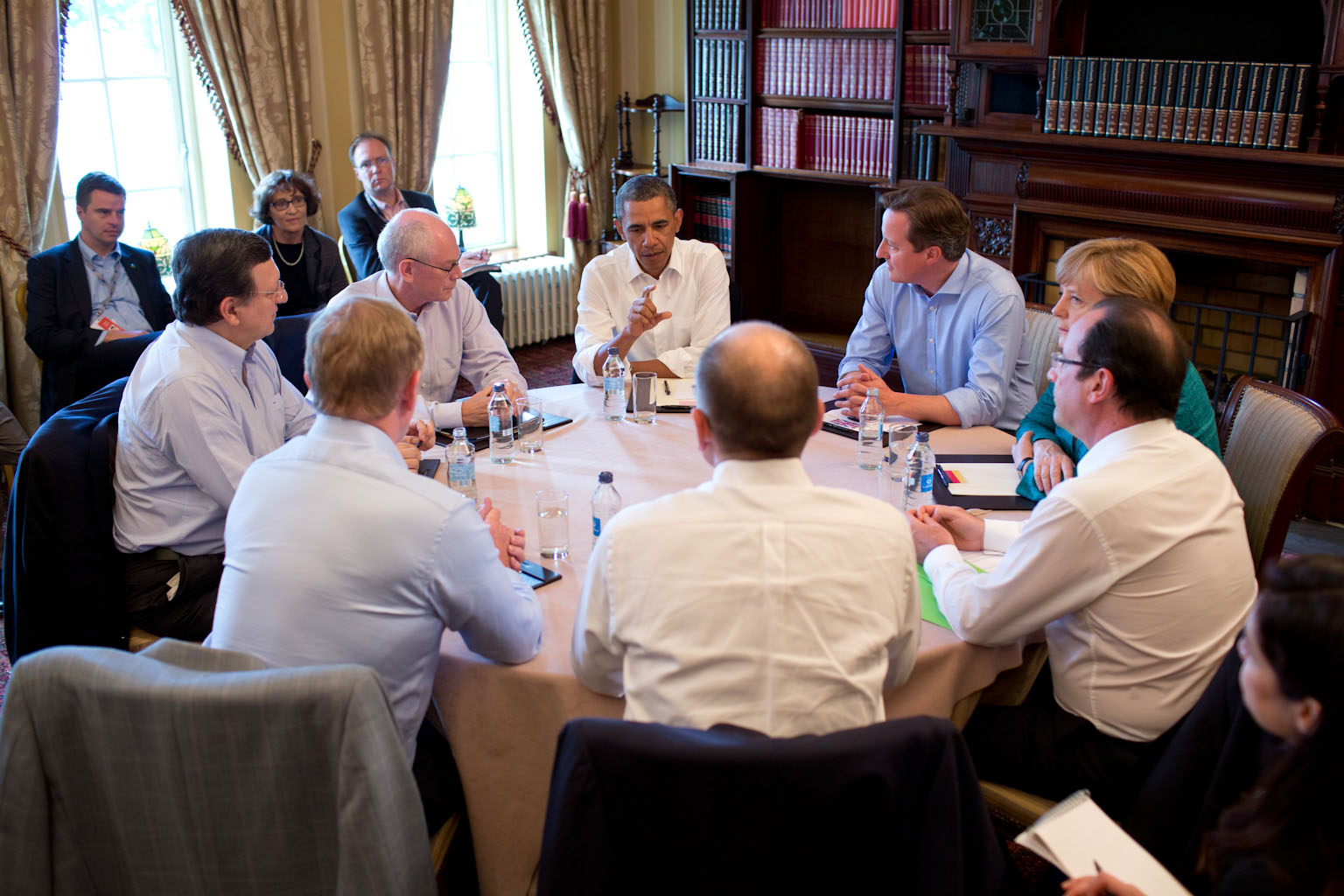
Treffen der Regierungschefs der USA und einiger europäischer Staaten zu TTIP einen Monat vor Beginn der Verhandlungen am Rande des G8-Gipfels in Enniskillen, Nordirland, im Juni 2013

Im Juni 2013 einigten sich die EU-Handelsminister auf ein Verhandlungsmandat für die Verhandlungen des Freihandelsabkommens mit den Vereinigten Staaten. Der audiovisuelle Wirtschaftsbereich (Film- und Musikproduktionen) wurde von den Verhandlungen auf Wunsch Frankreichs vorerst ausgeklammert.
Die Aufnahme der Verhandlungen wurde am 17. Juni 2013 von EU-Kommissionspräsident Barroso zusammen mit US-Präsident Obama, EU-Ratspräsident Van Rompuy und dem britischen Premierminister David Cameron auf einer Pressekonferenz am Rande des G8-Gipfeltreffens in Nordirland verkündet als „machtvolle Demonstration der Absicht, eine freie, offene und auf vereinbarten Regeln beruhende Welt zu formen“.
Die Verhandlungen führt auf europäischer Seite die Europäische Kommission. Nachdem Ende Juni 2013 bekannt geworden war, dass die NSA unter anderem auch EU-Vertretungen abgehört hat, drohten einzelne Mitglieder wie Justizkommissarin Viviane Reding im Zug der Überwachungs- und Spionageaffäre 2013 damit, sich für ein Ruhen der Gespräche auszusprechen: „Partner spionieren einander nicht aus. Wir können nicht über einen großen transatlantischen Markt verhandeln, wenn der leiseste Verdacht besteht, dass unsere Partner die Büros unserer Verhandlungsführer ausspionieren.“
Verhandlungsführer seit Dezember 2013 sind auf EU-Seite der Spanier Ignacio Bercero aus der Generaldirektion Handel bei der EU-Kommission und für die USA Dan Mullaney.

### Die Verhandlungsrunden
| Verhandlungs- runde | Zeitraum                          | Ort                   |
| ------------------- | --------------------------------- | --------------------- |
| I                   | 8. bis 12. Juli 2013              | Washington, D.C.      |
| II                  | 1. bis 15. November 2013          | Brüssel               |
| III                 | 16. bis 20. Dezember 2013         | Washington, D.C.      |
| IV                  | 10. bis 14. März 2014             | Brüssel               |
| V                   | 19. bis 23. Mai 2014              | Arlington, Virginia   |
| VI                  | 14. bis 18. Juli 2014             | Brüssel               |
| VII                 | 29. September bis 3. Oktober 2014 | Chevy Chase, Maryland |
| VIII                | 2. bis 6. Februar 2015            | Brüssel               |
| IX                  | 20. bis 24. April 2015            | New York              |
| X                   | 13. bis 17. Juli 2015             | Brüssel               |
| XI                  | 19. bis 23. Oktober 2015          | Miami                 |
| XII                 | 22. bis 26. Februar 2016          | Brüssel               |
| XIII                | 25. bis 29. April 2016            | New York              |
| XIV                 | 11. bis 15. Juli 2016             | Brüssel               |
| XV                  | 3. bis 7. Oktober 2016            | New York              |

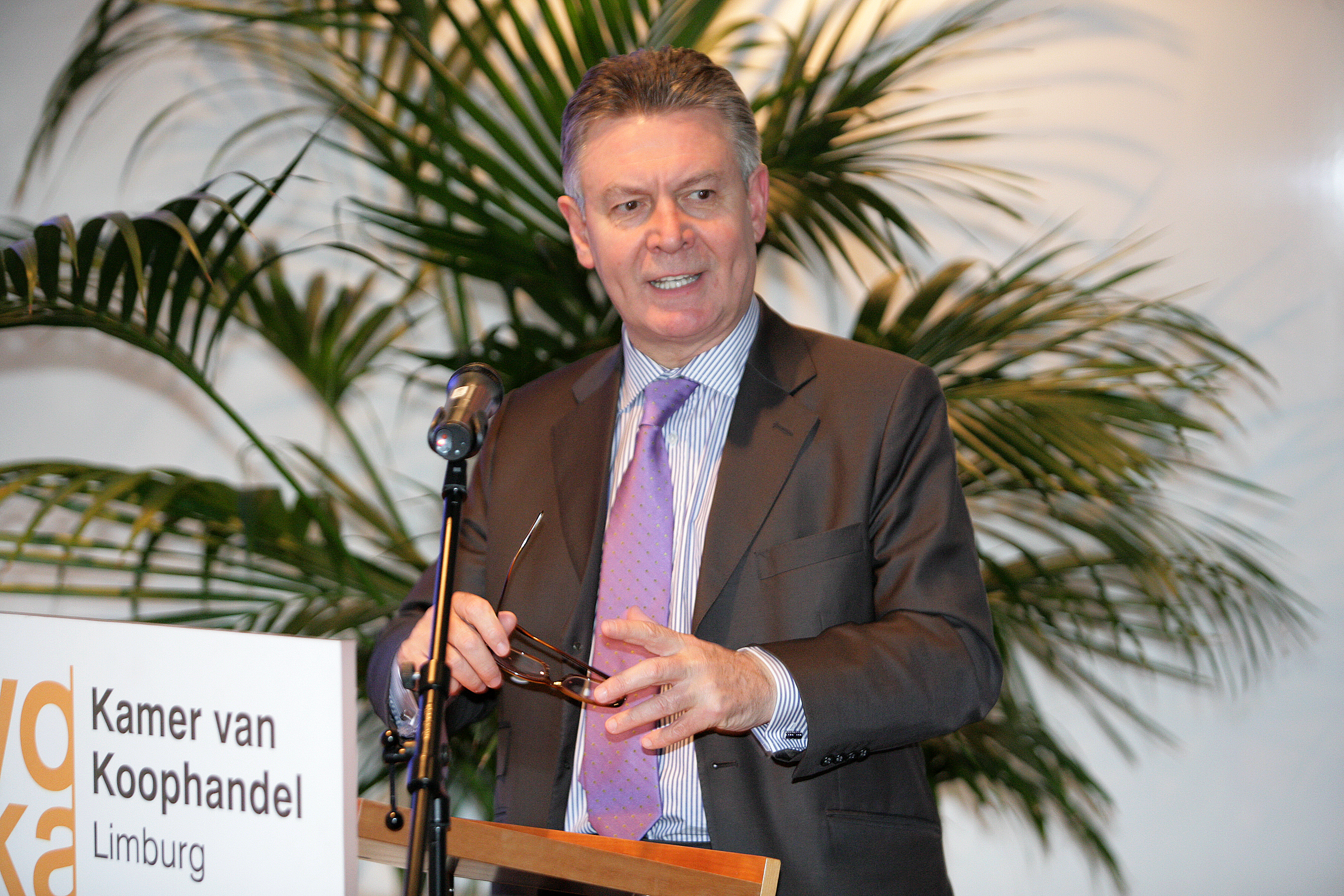
Zuständiger EU-Kommissar bis 2014: De Gucht

Im Juli 2013 veröffentlichte die Europäische Kommission eine Reihe von Positionspapieren zu verschiedenen Aspekten der Verhandlungen. Sie wurden den US-Vertretern bei der ersten Verhandlungsrunde vorgelegt.
Nach der sechsten Verhandlungsrunde veröffentlichte die Europäische Kommission ein Papier mit dem aktuellen Stand der Verhandlungen.
In der siebten Verhandlungsrunde wurde über die Vereinheitlichung der Vorschriften für Technik und Sicherheit für Kraftfahrzeuge verhandelt. Man beschloss, dass öffentliche Dienstleistungen, Wasserversorgung und Bildung bei TTIP außen vor bleiben sollen. Die Regeln für Chemikalien sollen nicht harmonisiert oder gegenseitig anerkannt werden, lediglich bessere Klassifizierungen sollen verhandelt werden.
Die achte Verhandlungsrunde wollte über Regulierungen und Standards in folgenden Bereichen verhandeln:
Investitionsschutz (Schiedsgerichte), Lebensmittel, Nachhaltigkeit, Energie und Rohstoffe, Pharmabranche, Dienstleistungen, öffentliches Beschaffungswesen, Zollabbau, geografisch geschützte Angaben, Handelshemmnisse etwa durch unterschiedliche technische Standards.
Nach der achten Verhandlungsrunde „lobten die Unterhändler der EU und der USA die erzielten Fortschritte. Einzelheiten wurden nicht mitgeteilt. Das umstrittene Thema Investitionsschutz blieb bei den Gesprächen weiterhin ausgeklammert. US-Vizepräsident Biden sagte, man müsse das amerikanische Volk davon überzeugen, dass Europa sich für das Abkommen ebenso interessiere wie die USA. Weitere Verhandlungsrunden folgen im April und im Juni. Die Beratungen sollen Ende 2015 abgeschlossen werden.“
In der zehnten Runde ging es um die Absenkung von Zöllen, eine Annäherung von Standards im Maschinen- und Anlagenbau, Energie- und Rohstofffragen, Dienstleistungen, öffentliches Beschaffungswesen und den Schutz von Herkunftskennzeichnungen im Agrarsektor. Ca. 312 Lobbygruppen, darunter ca. ein Dutzend Nicht-Wirtschafts-NGOs, konnten am 15. Juli ihre Stellungnahmen abgeben.
In der elften Runde verhandelten die über 120 Unterhändler im relativ unstrittigen Kapitel Warenhandel und Zölle darüber, möglichst 97 Prozent aller Zölle – z. T. nach Übergangsfristen – abzuschaffen; Experten beider Seiten werden die Details der vorliegenden Vorschläge abgleichen.
Beim umstrittenen Thema regulatorische Zusammenarbeit, einer zukünftigen möglichst weitgehenden Harmonisierung von Normen und Vorschriften, wurden Vorschläge zu Pharmaprodukten und medizinischen Geräten, Textilien und Kraftfahrzeugen, Chemikalien und Pestiziden sowie neuerdings auch Energie, Rohstoffen und Finanzdienstleistungen diskutiert. EU-Verhandlungsführer Ignacio Bercero forderte, die nationalen Parlamente in die Expertenräte dieser regulatorischen Kooperation einzubinden.
Interessensgegensätze gab es laut Garcia beim Schutz von Herkunftsbezeichnungen. Während die EU Bezeichnungen wie „Böhmisches Glas“, „Carrara-Marmor“ oder Meissener Porzellan geschützt lassen will, wollen die USA Produkte eher durch Marken und Warenzeichen schützen und es US-Produzenten erlauben, Waren wie „Camembert-Käse“ oder „Parma-Schinken“ in die EU zu verkaufen. Für die Liberalisierung von Dienstleistungen werde es bald einen ersten gemeinsamen Textentwurf geben.
Der Vorschlag der EU-Kommission über Investitionsschutz und die Schaffung eines unabhängigen Investitionsgerichts vom 16. September 2015 wurde erst im November 2015 und damit nach Abschluss der 11. Runde an die USA übermittelt.
In der 12. Runde in Brüssel vom 22. bis zum 26. Februar 2016 ging es um den Investitionsschutz (Schiedsgerichte), die regulatorische Kooperation, Nachhaltigkeit und öffentliche Auftragsvergabe.
Nach der 13. Runde vom 25. bis 29. April 2016 in New York, in der es um Marktzugang und Regulierungsfragen ging, gaben sich die beiden Chefunterhändler optimistisch: Sie hätten in allen Bereichen „significant progress“ gemacht „to consolidate as many texts as we can.“ Strittig bleiben außer dem Agrarbereich das Thema öffentliche Ausschreibungen und das protektionistische „Buy American“; doch die Einigungen sind „marginal angesichts all der ausstehenden Fragen, etwa beim Marktzugang europäischer Unternehmen an öffentlichen Ausschreibungen auf amerikanischen Märkten. Oder bei Arbeitnehmerrechten, dem Investitionsschutz oder Herkunftsbezeichnungen“.
In der 14. Runde vom 11. bis 15. Juli 2016 in Brüssel, schon der dritten innerhalb von fünf Monaten, standen der Marktzugang von EU- und US-Unternehmen, die Zusammenarbeit im Bereich Regulierung sowie Handelsvorschriften im Vordergrund.
Die EU unterbreitete Vorschläge zur regulatorischen Kooperation, zu digitalem Handel und zu Energie und Rohstoffen.
Der deutsche Bundeswirtschaftsminister und Vizekanzler Sigmar Gabriel (SPD) sagte im ZDF-Sommerinterview, das am 28. August 2016 ausgestrahlt wurde: „Die Verhandlungen mit den USA sind de facto gescheitert, weil wir uns den amerikanischen Forderungen natürlich als Europäer nicht unterwerfen dürfen … Da bewegt sich nix.“ In 14 Verhandlungsrunden hätten die Unterhändler nicht in einem einzigen von 27 Bereichen Einigung erzielt.
In der 15. Runde vom 3. bis 7. Oktober 2016 in New York verhandeln wieder 90 europäische TTIP-Verhandler mit 100 US-Vertretern. Zu Verhandlungsbeginn erinnerten die beiden Chefs der Haushaltsausschüsse des US-Kongresses und des Senates US-Verhandlungsführer Michael Froman in einem Brief daran,
was die USA verlangen:
- die Streichung aller Zölle, besonders für die Landwirtschaft
- freier Datenverkehr
- Tier- und Pflanzenschutzstandards
- Abwehr des EU-Systems geographischer Herkunftsbezeichnungen
- „effektive“ Schiedsgerichte nach US-Vorstellungen
- starker Schutz von geistigem Eigentum und
- Zusammenarbeit u. a. bei Finanzdienstleistungen.

Beide Seiten warfen sich gegenseitig vor, mit einer „Geiselnahme-Strategie“ den Stillstand der Verhandlungen provoziert zu haben.
EU-Chefunterhändler Ignacio Garcia Bercero sagte am Ende: „In dieser Runde haben wir … in einigen Bereichen bedeutende Fortschritte erzielt … bei der Beseitigung technischer Barrieren, im Bereich Pflanzen und Tierschutz sowie bei der Zusammenarbeit in den Bereichen Automobile, Pharma, Chemie, Kosmetika und andern Sektoren.“

### Stopp der Verhandlungen und Ausblick
Nach der Wahl von Donald Trump zum US-Präsident 2016 rechnete EU-Kommissarin Cecilia Malmström damit, die TTIP-Verhandlungen würden nun „naturgemäß eine Weile pausieren“. Trump hatte in seinem Wahlkampf Freihandelsabkommen scharf kritisiert. Nach seiner Vereidigung verfolgten die USA einen protektionistischen Wirtschaftskurs, der der Idee des Freihandels entgegengesetzt ist. Die Verhandlungen kamen damit zum Erliegen.
Durch die Wahl Joe Bidens zum US-Präsidenten galt eine erneute Aufnahme der Verhandlungen als möglich. Angesichts des Kriegs in der Ukraine forderte etwa der damalige Bundesfinanzminister Christian Lindner (FDP), wieder über ein TTIP mit den USA zu verhandeln. Im Oktober 2022 sprach sich auch der Chef des Bundeskanzleramts Wolfgang Schmidt in einem Positionspapier für eine Wiederaufnahme der Gespräche zu einem Freihandelsabkommen mit den USA aus. Dazu kam es jedoch nicht.
Nach der Wiederwahl von Trump 2024 und der Ankündigung neuer Zölle ist ein Abschluss von TTIP erneut in weitere Ferne gerückt.

## Positionen

### In den USA
In den Vereinigten Staaten sprachen sich Präsident Obama und die republikanische Mehrheit im Kongress für einen zügigen Vertragsschluss aus. Beide erwarteten mit TTIP zusätzliche Arbeitsplätze und steigende Exporte in die EU. Als weitere Ziele gaben sie eine stärkere Verhandlungsmacht gegenüber Russland, globale Durchsetzung westlicher Normen sowie allgemein eine „Vertiefung der NATO“ als Gegenpol zum zunehmend mächtigen China an. Die Demokraten hingegen sind beim Thema Freihandel zwiegespalten und haben ihrem Präsidenten eine Verhandlungsvollmacht bislang verweigert, um eine Umgehung des Kongresses bei der TTIP-Ratifizierung zu verhindern. Der besonders kritische demokratische Gewerkschaftsflügel befürchtet eine Verlagerung von Arbeitsplätzen ins Ausland und einen erhöhten Lohnsenkungsdruck. Im Bewusstsein der Zivilbevölkerung ist TTIP seit 2014 und hat bereits zahlreiche Kritiker. Während die Zustimmung zum Freihandel in den USA generell angestiegen ist (von 71 Prozent im Jahr 2014 auf 82 Prozent 2016) sprechen sich nur 15 Prozent für TTIP aus, 2014 lag der Zustimmungswert noch bei mehr als 50 Prozent.
Unter Präsident Trump verfolgten die USA einen protektionistischen Wirtschaftskurs. Die TTIP-Verhandlungen kamen zum Erliegen. Durch die Wahl Joe Bidens zum US-Präsidenten galt Anfang 2021 eine erneute Aufnahme der Verhandlungen als möglich, ist jedoch nicht zustande gekommen.

#### Zivilgesellschaftliche Gegner

##### Offener Brief von Rechtswissenschaftlern in den USA März 2015
In den USA haben mehr als 100 Rechtswissenschaftler Kongress und Regierung aufgefordert, die Demokratie und Souveränität in den US-Handelsabkommen zu schützen und widersprechen möglichen Vereinbarungen in den Handelsabkommen, die es multinationalen Unternehmen erlauben würden, mittels Investor-Staat-Gerichtsbarkeit US-Gerichte auf unverifizierbare Weise zu umgehen.

##### Offener Brief von 40 Organisationen März 2015
In einem offenen Brief an den US-Handelsbeauftragten fordern mehr als 40 Organisationen, darunter Bürgerrechtsbewegungen, Naturschutzbünde und mehrere Kirchen, eine Streichung des Investitionsschutzes aus den Verhandlungen. Sie bemängeln, die Regierung könne in einem Schiedsverfahren ausschließlich die Rolle des Beklagten einnehmen und dass selbst im Gewinnfall die durchschnittlichen Prozesskosten in Höhe von acht Millionen Dollar auf die Steuerzahler entfielen.

### In der Europäischen Union
Der Großteil der etablierten sowie der regierenden Parteien in den EU-Ländern befürworten das Abkommen. Spitzenvertreter der Europäischen Union wie der damalige Präsident der Europäischen Kommission José Manuel Barroso, EU-Handelskommissar Karel De Gucht, die damalige deutsche Bundeskanzlerin Angela Merkel und zahlreiche weitere europäische Spitzenpolitiker haben Notwendigkeit und positive Effekte des Abkommens vielfach betont.
Die größte öffentliche Debatte über TTIP fand in Deutschland statt, die größte Ablehnung innerhalb der Politik fand sich in Österreich sowie in Griechenland.
- Frankreich: Die sozialistische Regierung lehnte allenfalls Sonderklagerechte für Konzerne ab, befürwortete aber TTIP zunächst grundsätzlich. Ende August 2016 plädierte Präsident François Hollande für einen Abbruch der Verhandlungen.[111] Die konservative Opposition steht hinter TTIP. Sehr kritisch wird TTIP von den Grünen und der Linken gesehen, grundsätzlich abgelehnt wird es vom rechtspopulistischen Front National. Teile der Zivilgesellschaft und der kommunalen Politik lehnen TTIP ab bzw. stehen ihm kritisch gegenüber.[112][113]
- Großbritannien: Sowohl die Regierung aus Konservativen und Liberaldemokraten als auch die Opposition in Form von Labour befürworten TTIP. Allerdings hält die linksliberale Scottish National Party das Abkommen für gesundheitspolitisch bedenklich.[112]
- Italien: Hier ist TTIP nur ein Randthema, die Regierung befürwortet es, die Opposition kritisiert es. Die rechtspopulistische Lega Nord hält das Abkommen für „wirtschaftlichen Selbstmord“.[112]
- Spanien: TTIP ist hier ebenfalls nur ein Randthema. Regierung und mehrheitlich die im Parlament vertretene Opposition befürworten es. Die Vereinte Linke hatte über TTIP eine – vom Parlament abgelehnte – Volksabstimmung zu TTIP beantragt. Ebenfalls lehnt die Partei Podemos das Abkommen grundsätzlich ab.[112]
- Portugal: Hier spielt TTIP politisch keine große Rolle. Die Regierung sieht durch TTIP 50.000 neue Arbeitsplätze. Die sozialistische Opposition bezieht nicht groß Stellung und kleinere linke Parteien kritisieren das Abkommen.[112]
- Niederlande: Die niederländische Regierung befürwortet TTIP. Über das geplante Schiedsgerichtsverfahren ist – ohne Zustimmung der rechtsliberalen Regierungsfraktion – im Parlament eine Resolution verabschiedet worden, dass durch dieses das niederländische Rechtssystem nicht eingeschränkt werden dürfe.[112]
- Belgien: Die Sozialisten als größte Oppositionspartei fordern, dass die Verhandlungen ausgesetzt werden, um das Verhandlungsmandat neu zu bestimmen – unter anderem ohne ISDS-Klausel.[112] Zu den Wortführern des politischen Widerstandes zählt insbesondere Paul Magnette, der Regierungschef der französischsprachigen Wallonie.[114]
- Schweden: Die sozialdemokratische Regierung sowie die konservative Opposition sind für das transatlantische Freihandelsabkommen.[112]
- Polen: Hier befürwortete die damalige liberalkonservative Regierung das Abkommen. Allerdings wurde in der Öffentlichkeit von einem breiten Bündnis Mitspracherecht der Bürger und Transparenz gefordert.[112]
- Baltische Staaten: In Estland, Lettland und Litauen sind Bevölkerung und Politik deutlich überwiegend für das Abkommen.[112]
- Tschechien: Die tschechische Mitte-links-Koalition befürwortet TTIP, betont allerdings die Beibehaltung der sozialen Standards. Einwände kommen von den Kommunisten und der Piratenpartei.[112]
- Bulgarien: Die Mitte-rechts-Regierung steht hinter dem Abkommen, die Opposition lehnt es ab.[112]
- Slowenien: Die Regierung fordert eine stärkere Berücksichtigung der kleineren Staaten sowie mehr Transparenz, lehnt TTIP aber nicht ab.[112]
- Ungarn: Die rechtsnationale Regierung befürwortet TTIP, abgelehnt wird es nur von der grünen Partei LMP.[112]
- Rumänien: Hier unterstützen alle politischen Parteien TTIP.[112]
- Österreich: Der Bundeskanzler hat im September 2016 Widerstand gegen TTIP angekündigt. Die Ablehnung des Abkommens ist in der Bevölkerung groß.[115]
- Griechenland: Aus Kreisen der SYRIZA-geführten Regierung wurde bereits kurz nach der Wahl im Januar 2015 angekündigt, dass Griechenland das Abkommen nicht ratifizieren werde.[116] Ansonsten steht das Thema klar im Schatten der alles überschattenden Finanzkrise. Ähnliches gilt für Zypern.

### In Deutschland
Bei einer Umfrage im Jahr 2014 sprachen sich noch 55 Prozent der Deutschen für TTIP aus, nur jeder vierte war dagegen. Bei einer Umfrage im Jahr 2016 lehnte hingegen jeder dritte Deutsche das geplante Abkommen zwischen der EU und den USA komplett ab. 17 Prozent bewerteten TTIP positiv. Etwa die Hälfte der Befragten äußerte sich weder klar dagegen noch dafür.

#### Position der Regierungsparteien
Die Große Koalition unter Angela Merkel wollte mit TTIP die wirtschaftliche Vormacht von EU und USA ausbauen und gegen die Konkurrenz aus Asien sichern. Im Koalitionsvertrag von 2013 betonen die regierenden Parteien (CDU, CSU, SPD), dass sie zum Vertrag stehen. Sie bekennen sich zur parlamentarischen Kontrolle und schreiben, sie werden auf die Sicherung der herrschenden Schutzstandards Wert legen, insbesondere „im Bereich des Datenschutzes, der europäischen Sozial-, Umwelt- und Lebensmittelstandards sowie auf den Schutz von Verbraucherrechten und öffentlicher Daseinsvorsorge sowie von Kultur und Medien“.
Bundeskanzlerin Angela Merkel sagte am 1. Oktober 2014:

„Es geht darum, mit dem transatlantischen Freihandelsabkommen TTIP neue Gesamtstandards zu setzen: Wenn man daran denkt, dass wir [EU plus USA] insgesamt 65 Prozent des Welthandels verkörpern, dann können wir auch eine Marktmacht entwickeln und dann mit einem solchen Abkommen auch weltweite Standards setzen.“

Diese weltweiten Standards würden dann „auch für China und Indien gelten.“
Das Bundesministerium für Wirtschaft und Energie hat am 21. Mai 2014 einen Beirat für TTIP einberufen; ihm gehören 22 Vertreter von Gewerkschaften, Sozial-, Umwelt- und Verbraucherschutzverbänden sowie des Kulturbereichs an.
Im Gegensatz zur Europäischen Kommission, die nicht vorhat, die EU-Staaten 2015 nach Abschluss der Verhandlungen über das TTIP abstimmen zu lassen, schätzt die deutsche Bundesregierung ein, dass die Zustimmung nicht nur des Bundestags, sondern auch des Bundesrats erforderlich sei, da Länderzuständigkeiten berührt werden. Ferner kritisiert das deutsche Wirtschaftsministerium, dass seinen Beamten kein Zugang zu Verhandlungsdokumenten der USA gewährt wird.
Im Bundestagsausschuss für Wirtschaft und Energie haben die CDU/CSU und die SPD einen Antrag der Grünen (unterstützt von der Linken), in TTIP und CETA keine Schiedsgerichtsmechanismen aufzunehmen, abgelehnt. Die CDU-Fraktion begründete ihre Ablehnung damit, dass Schiedsgerichtsverfahren nicht per se zu verurteilen seien. Vielmehr stellten sie ein etabliertes Verfahren auf internationaler und nationaler Ebene dar, um Streitigkeiten beizulegen. Auch wenn man den Antrag in dieser Form ablehne, sei man für Diskussionen offen, ob Einschränkungen der Schiedsgerichtsverfahren erforderlich seien, etwa hinsichtlich der Veröffentlichung von allen Gerichtsunterlagen.
Die SPD-Fraktion sagte, dass die Regelungen zu Schiedsgerichtsverfahren und Investorenschutz aus TTIP und CETA herausgenommen werden müssten. Der Antrag sei aber abzulehnen, da er zum falschen Zeitpunkt komme. Diskutiert werden müssten die fertigen Abkommen, wenn diese im Bundestag zur Debatte stünden. Wer über CETA und TTIP reden wolle, müsse zunächst die positiven Seiten darstellen und anschließend die roten Linien definieren.
Nach Kritik aus der eigenen Partei betonte Wirtschaftsminister Gabriel im November 2014, dass er vor der Unterzeichnung von TTIP die Zustimmung des SPD-Parteitags beziehungsweise des Parteikonvents einholen werde.
Bundestagspräsident Norbert Lammert äußerte im Oktober 2015, dass er in Übereinstimmung mit EU-Kommissionspräsident Jean-Claude Juncker für jeden Mitgliedstaat der EU die Möglichkeit der Einsichtnahme in Verhandlungsdokumente fordert und eine Zustimmung zu TTIP von entsprechender Transparenz abhängig macht.

#### Positionen der Opposition
Die Linke, Bündnis 90/Die Grünen, die AfD, die Piratenpartei, die Ökologisch-Demokratische Partei und die Partei Mensch Umwelt Tierschutz haben sich gegen TTIP positioniert. Nur die FDP unterstützt das Abkommen.

##### Die Linke
Die Bundestagsfraktion der Linken lehnt TTIP vollständig ab. TTIP werde weder zu mehr Wachstum, noch mehr Jobs, noch mehr Wohlstand führen. Es drohten Gefahren für Standards und Demokratie. Konzernen würde noch mehr Gestaltungsmacht über politische Prozesse und die Gesellschaft gegeben. Die Antworten der Bundesregierung auf eine Kleine Anfrage mit 125 Einzelfragen zu den Auswirkungen von TTIP wurden von der Fraktion Die Linke als „substanzlose Werbebotschaften“ kritisiert. Auch die allgemeine Zielsetzung der Bundesregierung wurde einer scharfen Kritik unterzogen: „Die Behauptung, das ‚Freihandelsabkommen zwischen Europa und den USA [würde] enorme Chancen bieten, um stärker als bisher zu beginnen, einer globalisierten Wirtschaft Spielregeln zu geben‘, sei vermessen und anmaßend. Nur eine multilaterale, demokratische Organisation wäre sinnvoll. Die Welthandelsorganisation (WTO) ist in Fragen des Handels und der Investitionen dazu aktuell  nicht in der Lage und blockiert, da USA und EU nicht bereit sind zu akzeptieren, dass viele Entwicklungs- und Schwellenländer eigene und zwar andere Vorstellungen von „Spielregeln“ haben. Wenn es solche globalen Regeln also (noch) nicht ausreichend gibt, dann unter anderem weil die USA und EU auf falsche oder zumindest einseitige Regeln zu ihrem Vorteil setzen.“

##### Bündnis 90/Die Grünen
Die Grünen kritisieren vor allem das intransparente Verfahren, in das die Öffentlichkeit und das Europäische Parlament nicht ausreichend eingebunden seien. Sie fordern daher Verhandlungen auf Basis eines transparenten Verfahrens und eines neuen, besseren und öffentlichen Verhandlungsmandates. Die Partei setzt sich außerdem dafür ein, Ausstiegsklauseln in den Vertragstext aufzunehmen, damit Mitgliedsstaaten auch nach Inkrafttreten des TTIP noch austreten können.

##### Freie Demokraten
Die FDP befürwortet TTIP grundsätzlich und hielt Großteile der Kritik daran im Oktober 2015 laut Christian Lindner für „unbegründet oder überholt“. Stattdessen sahen die Liberalen in dem Freihandelsabkommen vor allem wirtschaftliche Chancen, sowie die Möglichkeit, hohe Verbraucherschutz-Standards weltweit festzusetzen.

#### Zivilgesellschaftliche Gegner
Zahlreiche Nichtregierungsorganisationen (NGO) wie Mehr Demokratie e. V. und Attac, Gewerkschaften wie Verdi, Verbraucherschutzorganisationen, Umweltschutzorganisationen wie Greenpeace und der BUND sowie der Deutsche Kulturrat kritisieren TTIP teilweise massiv.

##### Initiative „Wissenschaftlerinnen und Wissenschaftler gegen TTIP“ Juli 2014
Die Initiative „Wissenschaftlerinnen und Wissenschaftler gegen TTIP“ mit mehr als 80 Hochschullehrern gegründet von Karl-Franz Kaltenborn, forderte am 17. Juli 2014 in einem offenen Brief an die Bundeskanzlerin den Stopp der Verhandlungen über das Freihandelsabkommen sowie eine verantwortungsvolle Politik für eine nachhaltige und zukunftsfähige Gesellschaft. Auf ihrer Website kritisiert die Initiative neben TTIP auch CETA.

##### Gemeinsame Erklärung von Wissenschaftlern an der Universität Kent Juli 2014
Mehr als hundert Wissenschaftler aus der ganzen Welt haben in einer gemeinsamen Erklärung zum Freihandelsabkommen TTIP auf der Website der Kent Law School ihre tiefe Besorgnis ausgedrückt und insbesondere die geplanten Bestimmungen über Investitionsschutz und Investor-Staat-Gerichtsbarkeit (ISDS) kritisiert.

##### Öffentliche Stellungnahme des deutschen Richterbundes Februar 2016
Der Deutsche Richterbund lehnte im Februar 2016 das im Herbst 2015 von der EU-Kommission vorgeschlagene internationale Investitionsgericht ab. Die Richter sehen „weder eine Rechtsgrundlage noch eine Notwendigkeit für ein solches Gericht“, „die Schaffung von Sondergerichten für einzelne Gruppen von Rechtsuchenden“ sei der falsche Weg. Ein öffentlicher Gerichtshof für Investoren werde die Rechtssetzungsbefugnis der Mitgliedsstaaten und der Union zu stark beschränken. Es fehle ihm zudem die nötige Rechtsgrundlage. Das Verfahren zur Ernennung der Richter genüge nicht den internationalen Anforderungen an die Unabhängigkeit von Gerichten. Bei den Mitgliedstaaten handele es sich um Rechtsstaaten, welche allen Rechtsuchenden den Zugang zum Recht über die staatliche Gerichtsbarkeit eröffnen und garantieren. Es sei Aufgabe der Mitgliedstaaten, den Zugang zum Recht für alle sicherzustellen und durch die entsprechende Ausstattung der Gerichte dafür zu sorgen, dass der Zugang auch für ausländische Investoren gangbar ist. Die Einrichtung eines internationalen Investitionsgerichts sei daher „der falsche Weg, Rechtssicherheit zu gewährleisten“. Auch die Unabhängigkeit der Richter in einem Sondergericht sei fraglich. Der Deutsche Richterbund forderte den deutschen und den europäischen Gesetzgeber des Weiteren auf, den Rückgriff auf Schiedsverfahren im Bereich des internationalen Investorenschutzes weitgehend einzudämmen.

## Öffentliche Petitionen und Proteste 2013–2017
Beim Petitionsausschuss des Deutschen Bundestags wurde im Januar 2014 eine Petition eingereicht, mit dem Ziel, der Bundestag solle sich gegen das Abkommen aussprechen. Die Petition wurde innerhalb der Mitzeichnungsfrist von 68.331 Bürgern unterzeichnet und muss somit vom Petitionsausschuss in öffentlicher Sitzung behandelt werden.
Die ATTAC-Initiative „TTIP unfairhandelbar“ überreichte in Deutschland am 22. Mai 2014 715.000 Unterschriften.
Die Initiative Campact wollte mit 650.000 Unterschriften per Online-Abstimmung die EU-Zustimmung zu TTIP verhindern. Die Überreichung der ersten 470.000 Unterschriften an Sigmar Gabriel kommentierte dieser mit den Worten:
„470.000 Menschen haben gegen etwas unterschrieben, was es noch gar nicht gibt.“ Man könne „den Eindruck kriegen, als ginge es um Leben und Sterben“. Der damalige Handelskommissar Karel De Gucht erinnerte im Vergleich zur Unterschriftenkampagne daran, dass er bei den Verhandlungen 500 Millionen Europäer vertritt.
Bei einer von der EU durchgeführten Befragung zu TTIP haben sich bis Mitte Juli 2014 etwa 149.000 EU-Bürger beteiligt. Über 145.000 von diesen lehnten TTIP vollständig oder Teile davon (insbesondere das Schiedsgerichtsverfahren) ab. Die Ablehnungsquote betrug damit 97 Prozent. Das entspricht dem Anteil an Antworten, welche kollektiv über Onlineplattformen abgegeben wurden, die vorgefertigte Antworttexte zur Verfügung stellten.
Das internationale Bündnis „Stop TTIP“ mit mehr als 480 europäischen Organisationen, Parteien, Wählergruppierungen und NGOs, das von Mehr Demokratie e. V. in Berlin angeführt wird, stellte bei der Europäischen Kommission einen Registrierungsantrag für eine Europäische Bürgerinitiative (EBI) gegen das TTIP-Abkommen, der von dieser als unzulässig abgelehnt wurde. Gegen die Ablehnung kündigte das Bündnis eine Klage vor dem Europäischen Gerichtshof an und begann gleichzeitig, die Bürgerinitiative selbst zu organisieren, mit dem Ziel, mehr als eine Million Unterschriften gegen TTIP und CETA zu sammeln. An einem europaweiten Aktionstag am 11. Oktober 2014 wurden allein etwa 250.000 Unterschriften gesammelt. Am Ende der Unterschriftenaktion, am 6. Oktober 2015, hatten 3.263.920 EU-Bürger die Petition unterschrieben. In 23 der 28 Mitgliedsstaaten erfüllt die Initiative den erforderlichen Mindestprozentsatz; mit mehr als 200 Prozent des erforderlichen Quorums (entspricht ca. 1,5 Millionen Unterschriften) kam der mit Abstand höchste Prozentsatz an Mitzeichnungen aus Deutschland.

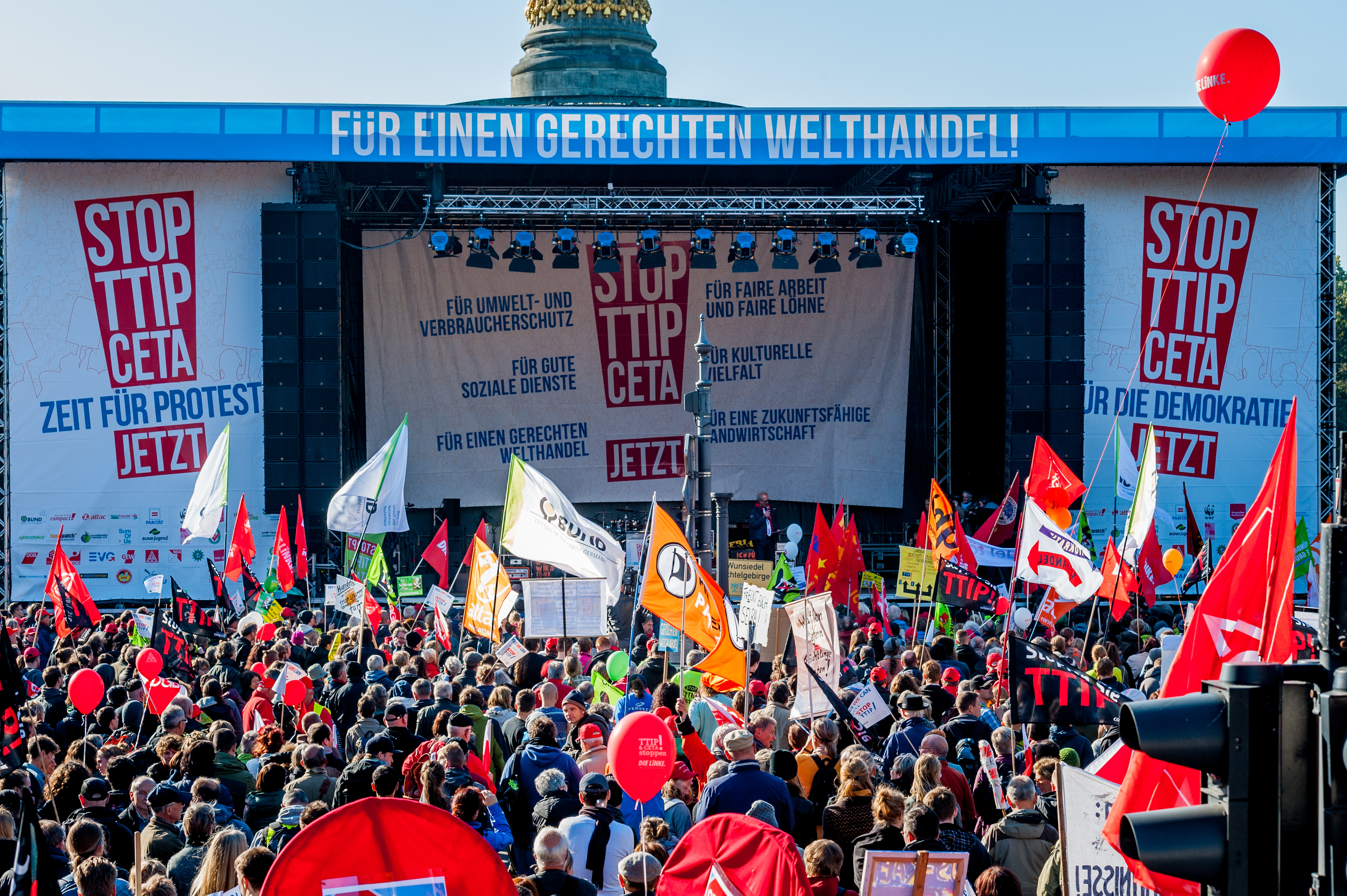
Am 10. Oktober 2015 protestierten bis zu 250.000 Menschen (Polizei: 150.000) in Berlin gegen das Freihandelsabkommen.

Am 10. Oktober 2015 protestierten bis zu 250.000 Menschen (Polizei: 150.000) in Berlin gegen das Freihandelsabkommen. Zu dem Protestzug hatte ein breites Bündnis aus Gewerkschaften, Umwelt- und Verbraucherschutzorganisationen sowie Globalisierungsgegnern mit rund 30 Organisationen aufgerufen.
Am 17. September 2016 protestierten in Deutschland bis zu 320.000 Menschen (laut Behörden und Polizei 198.000) gleichzeitig in sieben Großstädten gegen CETA und TTIP und übertrafen damit deutlich die von den Organisatoren und der Polizei erwarteten 100.000 Teilnehmer. Laut den Veranstaltern nahmen teil: Berlin (70.000, durch Polizei bestätigt), Hamburg (65.000), Köln (55.000), Frankfurt am Main (50.000), Stuttgart (40.000), München (25.000) und Leipzig (15.000). In Österreich zählten die Veranstalter etwa 25.000 Teilnehmer am Aktionstag, vorwiegend in Wien, aber auch in anderen Landeshauptstädten.
Der Europäische Gerichtshof erklärte am 11. Mai 2017 den Beschluss der Kommission, mit dem die Registrierung der geplanten Europäischen Bürgerinitiative „Stop TTIP“ abgelehnt wurde, für nichtig. Die geplante Bürgerinitiative stelle keine unzulässige Einmischung in den Gang des Gesetzgebungsverfahrens dar, sondern löse zur rechten Zeit eine legitime demokratische Debatte aus.

## Kritik
Das geplante Abkommen wird von Teilen der Politik, Journalisten, Verbraucherschutz- und Umweltschutzorganisationen sowie Nichtregierungsorganisationen heftig kritisiert. So werde es von Lobby-Vertretern der Industrie unter Ausschluss der Öffentlichkeit, ohne tatsächliche parlamentarische Kontrolle der nationalen Parlamente oder des EU-Parlaments und damit faktisch ohne demokratische Kontrolle verhandelt. Die zu erwartenden positiven wirtschaftlichen Effekte für die Bevölkerung der Teilnehmerstaaten seien laut Kritikern sehr gering und würden von zahlreichen gravierenden Nachteilen begleitet. So würden durch das Abkommen Umwelt- und Gesundheitsstandards untergraben und Arbeitnehmerrechte aufgeweicht. Die angestrebte „Harmonisierung“ von Standards orientiere sich laut Kritikern an den Interessen der Konzerne und Finanz-Investoren, weil Harmonisierung bedeute, dass tendenziell der jeweils niedrigste bzw. wirtschaftsfreundlichste Standard aller Einzelstaaten als Basis für die verbindliche Norm des Vertrags dienen werde. Das dadurch ausgelöste Race to the bottom führe zu weiteren negativen Globalisierungseffekten. Die Europäische Kommission und der Bundesverband der Deutschen Industrie (BDI) verweisen hingegen darauf, dass eine Senkung von Standards nicht beabsichtigt sei und eine Harmonisierung oder gegenseitige Anerkennung nur auf der Basis bestehender hoher europäischer Standards erfolgen solle.
Außerdem wird die geplante Einführung von internationalen, nicht-staatlichen Schiedsgerichten kritisiert. Diese privaten Schiedsgerichte sollen im Rahmen der Vertragsbestimmungen zum Investitionsschutz ohne die Möglichkeit einer unabhängigen staatlichen gerichtlichen Überprüfung über Schadensersatzansprüche von Unternehmen gegen die Vertragsstaaten entscheiden können. Im Grundsatz, aber auch angesichts der Höhe zu erwartender Schadensersatzforderungen von Investoren sehen verschiedene Kritiker und Parteien dies als Gefahr für oder Angriff auf die Souveränität der Einzelstaaten, die Prinzipien der Demokratie und die Rechtsstaatlichkeit an. Sie fürchten, dass Unternehmen bei Verstößen gegen die Vertragsregeln „gigantische Entschädigungen“ durchsetzen könnten. Sie verweisen auf schon bestehende Handelsabkommen, auf deren Grundlage Konzerne etwa gegen ein Moratorium vorgehen, das die Gasförderung mittels Fracking aussetzt, oder auf Entschädigung wegen des Atomausstiegs in Deutschland pochen. Im Zuge des geplanten Transatlantischen Freihandelsabkommens würden Konzerne anstreben, Kennzeichnungspflichten für gentechnisch veränderte Lebensmittel und das Verbot von unter Einsatz von Hormonen erzeugtem Fleisch zu kippen. Die Europäische Kommission hat hingegen erklärt, dass bestehende nationale oder europäische Gesetze nicht vor einem Schiedsgericht angegriffen werden können, sofern sie nicht diskriminierend angewendet werden.

### Geheimes bzw. undemokratisches Zustandekommen
Zahlreiche Einzelpersonen und Verbände kritisieren, dass TTIP vor allem von Unternehmen und deren Lobbyisten vorangetrieben werde. Das Abkommen wurde von Kritikern als „undemokratisch“, als „unvereinbar mit demokratischen Prinzipien“ und als „Unterwerfung“ der Teilnehmerstaaten unter Konzerninteressen bezeichnet. Eine Vertreterin des deutschen Bunds für Umwelt und Naturschutz erklärte das Freihandelsabkommen für „nicht mit demokratischen Prinzipien vereinbar“. Die Aktivistin Lori Wallach bezeichnete es in einem Artikel in Le Monde diplomatique als „die große Unterwerfung“ der Teilnehmerstaaten unter die Interessen von Großkonzernen und als „Staatsstreich in Zeitlupe“.
Schon die Veröffentlichung des Verhandlungsmandats, also des grundlegenden Auftrags des Europäischen Rats an die EU-Kommission im Juni 2013, erfolgte nach öffentlichen Protesten erst im Oktober 2014. Zwar veröffentlichte die EU-Kommission in der Zwischenzeit einen allgemeinen Bericht zum Stand der Verhandlungen, die konkret ausgehandelten Vertragsbedingungen sind aber weiterhin nicht öffentlich einsehbar; auch EU-Parlamentarier, nationale Regierungen und Parlamentarier der nationalen Parlamente erhalten nur beschränkt und mit der Verpflichtung zur Geheimhaltung Einblick in konkrete Textpassagen. Mittlerweile wurden unautorisiert mehrere interne Positionspapiere aufgrund von Informationsleaks im Internet veröffentlicht. Die bekannt gewordenen Inhalte haben nicht zu einer Beruhigung der Kritik geführt.
Laut diversen Kritikern hätten Großunternehmen direkten Einfluss auf die Texte des Vertrags, während Vertreter der Zivilgesellschaft wie Nichtregierungsorganisationen keinen Zugang zu den Verhandlungstexten hätten und nur in offenen Konsultationen mit der EU-Kommission ihre Positionen vorbringen könnten. Der Einfluss der Konzerne auf das Verfahren sei dabei für die Öffentlichkeit intransparent. Dem widersprach EU-Kommissar Karel De Gucht mit dem Argument, dass jeder Verhandlungsschritt öffentlich bekanntgegeben worden sei. Allerdings sind die dabei jeweils verhandelten Inhalte nicht öffentlich einsehbar. Auch Parlamentarier des Europaparlaments oder der nationalen Parlamente haben keine Möglichkeit, die Verhandlungen zu verfolgen oder die Verhandlungstexte einzusehen.

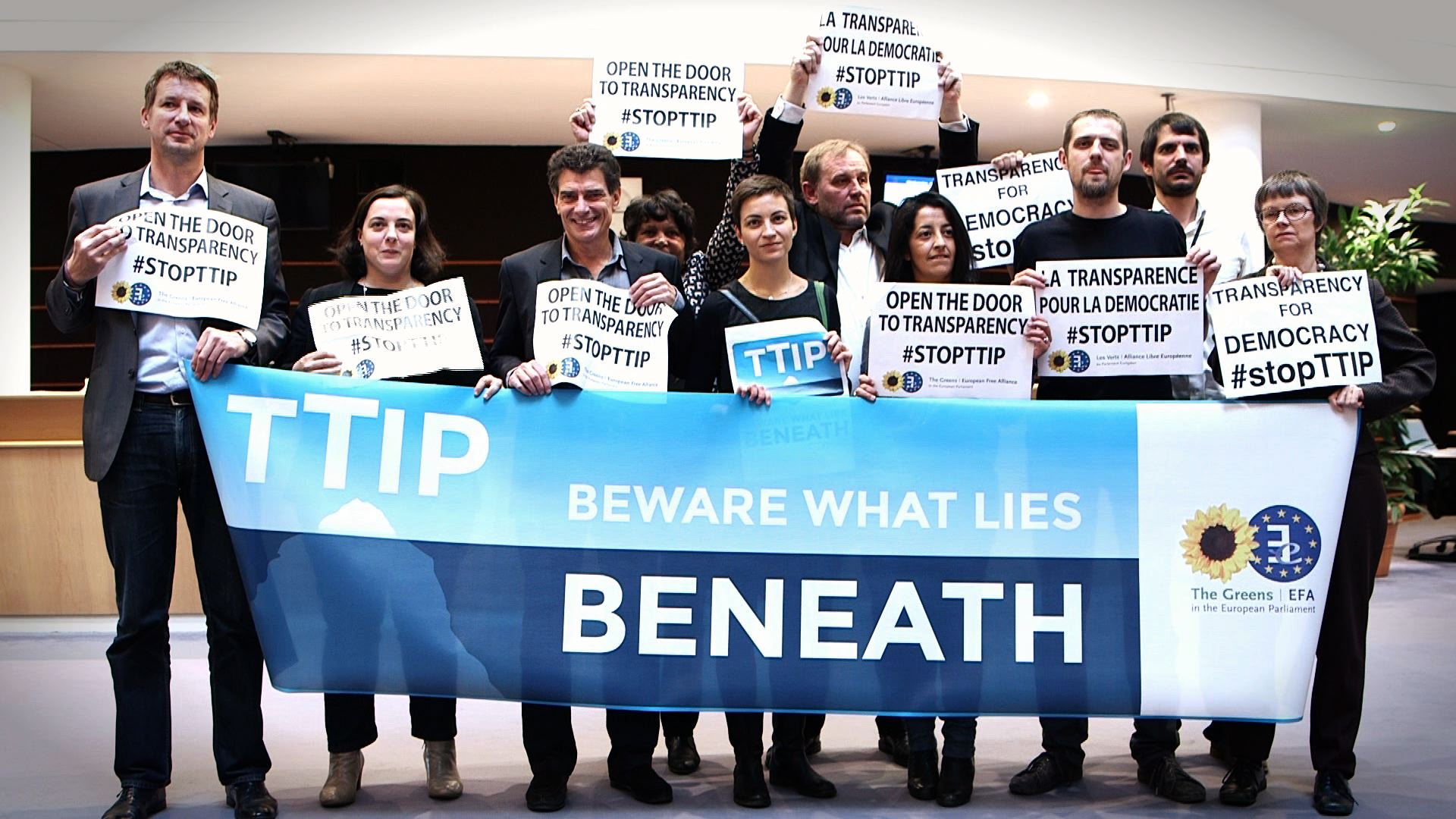
Mitglieder des Europäischen Parlaments demonstrieren im Oktober 2014 dagegen, dass sie keinen Einblick in den Verhandlungsprozess erhalten

Im November 2014 berichtete das Handelsblatt, dass es in Zukunft in Berlin und anderen Hauptstädten von EU-Staaten TTIP-Leseräume für Parlamentarier geben solle, wobei der Personenkreis, der Zugang haben solle, noch nicht feststehe. Bislang bestehe nur ein Leseraum im EU-Parlament, mit Zugang für sehr wenige Abgeordnete.
Elizabeth Warren, Senatorin und Erfinderin der von Obama umgesetzten Verbraucherschutzbehörde Consumer Financial Protection Bureau, behauptete, die Inhalte von TTIP seien deshalb geheim, weil die amerikanische Öffentlichkeit – nach Ansicht der Unterstützer – bei Bekanntwerden dieser Inhalte gegen TTIP sein würde. Sie erklärte im Mai 2014:

“I actually have had supporters of the deal say to me ‘They have to be secret, because if the American people knew what was actually in them, they would be opposed.’”

„Unterstützer des Abkommens sagten mir, die Gespräche müssten geheim sein, denn wenn das amerikanische Volk wüsste, was tatsächlich der Inhalt ist, wäre es dagegen.“

Greenpeace kritisiert, dass die EU-Kommission völkerrechtlich bindende Verpflichtungen ohne Einbeziehung der nationalen Parlamente plane (und diese bei CETA bereits existierten). Mit einer „vorläufigen Anwendung“ sollen völkerrechtliche Verpflichtungen eingegangen werden, ohne dass die nationalen Parlamente zustimmen müssten. Im Fall des bereits ausgehandelten CETA sehe diese vorläufige Anwendung etwa ein Klagerecht von Investoren und Unternehmen im Rahmen des höchst umstrittenen Investor-state dispute settlement (ISDS) bereits ein Jahr vor der jeweiligen Parlamentsabstimmung vor. Dieses Klagerecht würde selbst nach einer Verhinderung von CETA im nationalen Parlament für weitere drei Jahre seine Gültigkeit behalten.
Anfang Februar 2015 wies der Journalist Harald Schumann im Tagesspiegel darauf hin, dass die US-Regierung den Forderungen nach mehr Transparenz insoweit begegnen will, dass maximal zwei EU-Regierungsbeamte gleichzeitig an maximal zwei Tagen der Woche („idealerweise montags und mittwochs“) in Leseräumen der jeweiligen US-Botschaften TTIP-Dokumente einsehen dürfen, nach vorheriger Anmeldung und Zulassung, mit lediglich Stift und Papier für „begrenzte Notizen“. Die EU-Kommission hat diese Position der Amerikaner ohne Gegenvorschlag akzeptiert.
Anfang 2015 wurden neun EU-Verhandlungstexte online gestellt.
Der Literaturwissenschaftler Roland Reuß forderte im Februar 2015 in der FAZ, dass nicht nur diejenigen, die sich Lobbyvertreter leisten können, Einblick in den Verhandlungsprozess erhalten müssen, sondern auch Mittelstand, Kleinunternehmer und alle Bürger, da sie an den betroffenen Sozialsystemen ebenfalls beteiligt sind. Er habe den Eindruck eines exekutiven Putsches. Eine nicht dazu berechtigte Exekutive (Brüssel und Berlin) agiere wie nach einem vermeintlich alternativlosen Drehbuch. Damit betrieben die Verantwortlichen und alle, die sie gewähren lassen, geradezu die Abschaffung der Demokratie. Kants transzendentale Formel des öffentlichen Rechts zitierend folgert Reuß: „Alle auf das Recht anderer Menschen bezogene Handlungen, deren Maxime sich nicht mit der Publizität verträgt, sind unrecht.“ Die Maßnahmen z. B. des Bundeswirtschaftsministeriums zu Partizipation und Transparenz erwähnt Reuß nicht.

#### Enthüllungen
Die Enthüllungsplattform Wikileaks setzte am 11. August 2015 eine Belohnung von 100.000 Euro für diejenigen aus, die die nicht-öffentlich verhandelten Dokumente des TTIP-Abkommens veröffentlichen würden.
Am 1. Mai 2016 sind Abschriften der als vertraulich geltenden Dokumente zur Transatlantischen Handels- und Investitionspartnerschaft (TTIP) von der Umweltorganisation Greenpeace an die Süddeutsche Zeitung und an den NDR und WDR weitergegeben worden. Dabei handelt es sich um die bisher verhandelten 13 Vertragskapitel, welche rund die Hälfte des gesamten Abkommens darstellen. Demnach drohen die Vereinigten Staaten, Exporterleichterungen für die europäische Autoindustrie zu blockieren, um im Gegenzug zu erreichen, dass die Europäische Union mehr US-amerikanische Agrarprodukte abnimmt, und fordern zudem Änderungen beim derzeitigen Vorsorgeprinzip, nach dem Belastungen bzw. Schäden für die Umwelt bzw. die menschliche Gesundheit im Voraus (aufgrund unvollständiger Wissensbasis) vermieden oder weitestgehend verringert werden sollen.
Anfang 2025 bekannte sich Jan van Aken (Vorsitzender der Partei die Die Linke) zum Leak der Dokumente.

#### Fragen des Ratifizierungsverfahrens
Nach Darstellung von foodwatch ist unklar, ob die nationalen Parlamente das Abkommen tatsächlich ratifizieren müssen: „Die Ratifizierung durch die nationalen Parlamente ist dann erforderlich, wenn es sich tatsächlich um ein ‚gemischtes‘ – und damit um ein durch die EU-Mitgliedsstaaten zu ratifizierendes – Abkommen handelt. Dies kann jedoch erst festgestellt werden, wenn der fertige Vertragstext vorliegt. Im Streitfall obliegt die Feststellung, ob es sich um ein ‚gemischtes Abkommen‘ handelt, allein dem Europäischen Gerichtshof, nicht der Bundesregierung.“

### Investitionsschutz und Schiedsverfahren
Eines der in der öffentlichen Diskussion kontroversesten Elemente des geplanten Abkommens ist die Einbeziehung von Klauseln zum Investitionsschutz (Investitionsschiedsverfahren). Bei diesen Investor-state dispute settlements (ISDS) wird Nonprofits, Unternehmen und Einzelpersonen die Möglichkeit gegeben, einen Staat zu verklagen, wenn sie als ausländische Investoren gegenüber Inländern diskriminiert werden, ohne Entschädigung enteignet werden, mit Rechtsverweigerung konfrontiert werden oder willkürlich vom Staat behandelt werden.

#### Kritikpunkte
Investitionsschiedsgerichte entscheiden an Stelle von nationalen Gerichten, bieten aber im Vergleich zu diesen regelmäßig weniger Möglichkeiten der Überprüfung von Entscheidungen durch höhere Instanzen. Diese Verfahren werden von Kritikern als intransparent und demokratisch unkontrolliert betrachtet. So befürchtet der Publizist Fritz R. Glunk Klagen, wenn durch staatliche Eingriffe Gewinnerwartungen geschmälert worden seien, z. B. wenn der Staat neue Umweltauflagen beschließt. Unternehmen könnten nach Ansicht von Kritikern somit z. B. durch die Androhung von Schadensersatzforderungen die Kennzeichnungspflicht gentechnisch veränderter Lebensmittel oder ein Verbot der Gasförderung mittels Fracking verhindern. Ebenso könnten sie – ähnlich wie die Klage von Vattenfall gegen den deutschen Atomausstieg im Rahmen der Investorenschutzklausel des Energiecharta-Vertrags – versuchen, Entschädigungszahlungen für den Ausstieg aus der Kernenergie zu erzwingen. Ebenso wurden durch einen Vergleich bei einem Schiedsgerichtsverfahren (und einem parallelen Verfahren vor dem Hamburger Oberverwaltungsgericht) die Umweltauflagen für das Kohlekraftwerk Moorburg geändert.
Laut der US-amerikanischen Verbraucherschutzanwältin Lori Wallach könnten „gigantische Entschädigungen“ für Unternehmen fällig werden, wenn Staaten gegen die Vertragsregelungen verstießen und nennt dabei als Beispielfall den bis dahin höchsten Schiedsspruch eines ICSID-Tribunals über 1,77 Milliarden Dollar zuzüglich Zinsen. Ecuador wurde dabei von einem Schiedsgericht dazu verurteilt, diese Summe als Ausgleich zu zahlen, nachdem es Eigentum von Occidental Petroleum verstaatlicht hatte. Nach einem Antrag Ecuadors auf Aufhebung des Schiedsspruchs nach den ICSID-Regeln wurde der Schiedsspruch auf eine Milliarde US-Dollar reduziert.
Die Anzahl derartiger Verfahren hat in den letzten zehn Jahren massiv zugenommen. Die Gesamtzahl der Klagen ist unklar, da nicht alle Verfahren öffentlich sind, bekannt sind geschätzt 600 Verfahren aus den vergangenen Jahrzehnten. Innerhalb der EU wurde etwa Rumänien in einem Verfahren vor einem Schiedsgericht der ICSID in Washington, D.C. zu einer Strafe von 253 Millionen US-Dollar wegen Subventionskürzung für ein Unternehmen auf Grundlage des schwedisch-rumänischen Investitionsschutzabkommens verurteilt; die Generaldirektion Wettbewerb der Brüsseler EU-Kommission forderte die rumänische Regierung im Mai 2013 ausdrücklich auf, den Spruch des Schiedsgerichtes zu ignorieren. Die USA wurden kaum (und erfolglos) auf diese Weise verklagt, wobei der Ökonom Joseph E. Stiglitz darauf verweist, dass Konzerne gerade erst anfangen zu lernen, wie sie diese Schiedsgerichtsübereinkommen zu ihrem Vorteil nutzen können. Die Verfahren sind, wie beim obigen Beispiel Vattenfall-Deutschland, zum Teil bereits aufgrund von bestehenden bi- und multilateralen Investitionsschutzabkommen möglich. Deutschland hat mit 89 Schwellen- und Entwicklungsländern Verträge über Investitionsschutz abgeschlossen (die bei einigen Ländern wie z. B. Bolivien und Brasilien jedoch nicht in Kraft sind) die ISDS-Verfahren ermöglichen und z. B. beinhalten, dass die Unternehmen des anderen Staates nicht grundsätzlich schlechter behandelt werden dürfen als inländische Unternehmen.
Der englische Begriff „Chilling effect“ bezeichnet die Befürchtung, die politischen Entscheidungsträger könnten aufgrund der Furcht vor Schadensersatzklagen vor transnationalen unabhängigen Schiedsgerichten wegen z. B. entgangener Gewinne („Enteignung“, „Investor-Staats-Klagen“) zurückhaltender werden.

#### Parallelen zum Nordamerikanischen Freihandelsabkommen
Wie beim Nordamerikanischen Freihandelsabkommen NAFTA sieht auch das TTIP vor, dass privaten Investoren die Möglichkeit eingeräumt werden soll, Staaten vor Schiedsgerichten auf Kompensationen zu verklagen, wenn ihnen ein Gesetz oder staatliches Handeln auf bestimmte Weise schadet.
Ein von Kritikern häufig angeführtes Beispiel ist das Verfahren Lone Pine gegen Kanada. Weil die kanadische Provinz Quebec ein Moratorium für das Fracking von Schiefergas und Öl erließ, klagt das US-amerikanische Unternehmen Lone Pine, welches zuvor eine Probebohrungslizenz erworben hatte, vor einem internationalen Schiedsgericht gegen den Staat Kanada und fordert Entschädigungen in Höhe von 250 Millionen Dollar für den zu erwartenden Gewinnausfall. Kanada wurde insgesamt mehrfach vor NAFTA-Schiedsgerichten verklagt, was seit Bestehen von NAFTA, 1994, bis Oktober 2014 zu Verurteilungen auf ca. 150 Millionen Dollar Schadensersatz geführt hat.
Ähnliche Klagen wären nach Inkrafttreten von TTIP auch durch US-Investoren gegen Staaten der EU und umgekehrt möglich. Laut EU-Kommission soll dabei sichergestellt sein, dass Investitionsschutzklauseln nur in sehr begrenzten Bereichen eingesetzt werden, „z. B. wenn gegenüber inländischen Firmen diskriminiert wird oder wenn eine Firma im Ausland ohne Entschädigung enteignet wird.“

#### Parallelen zu CETA
Das als „Blaupause“ für TTIP geltende geplante Freihandelsabkommen zwischen der Europäischen Union und Kanada, CETA, sieht ebenfalls Regeln zum Investitionsschutz vor. Eines der Ziele des im September 2014 vorgestellten Vertragstextes von CETA ist es nach Angaben der EU-Kommission, verschiedene Arten von Missbrauch der Investitionsschiedsgerichtsbarkeit zu unterbinden: So könnten „missbräuchliche Klagen […] innerhalb weniger Wochen abgewiesen werden.“ Auch Doppelentschädigungen seien nicht möglich, da Parallelverfahren verboten sind. Zudem trage die unterliegende Partei die Kosten.
Nachdem nach Protesten in Europa der Punkt der Schiedsverfahren im TTIP nachverhandelt und vermutlich abgeschwächt wird, im aber schon fertig verhandelten CETA noch die alte Version steht, befürchteten insbesondere kanadische Aktivisten, dass Kanada zur „Hintertür“ für Schiedsverfahren wird, indem US-amerikanische oder europäische Firmen diese statt über TTIP mit Tochterfirmen in Kanada über CETA respektive das kanadisch-amerikanisch-mexikanische NAFTA durchsetzen. Ende Februar 2016 verkündete die EU-Kommission, dass auch in CETA anstelle von Schiedsgerichten ein institutionalisiertes internationales Streitbeilegungsgremium mit Möglichkeit der Berufung vorgesehen werden soll.

#### Einzelpositionen
Der BDI hält Investitionsschutzklauseln und Investor-Staat-Schiedsverfahren für unabkömmlich, spricht sich aber für eine Reform aus, die Staaten die Möglichkeit belässt, Gesetze und Regulierungen zum Allgemeinwohl zu erlassen. Die EU-Handelskommissarin Cecilia Malmström befürwortet das Abkommen, verkündete gegenüber dem EU-Parlament aber als Ziel, Schiedsverfahren um die Möglichkeit einer Berufung zu erweitern und die Schiedsstellen dahingehend anzupassen, dass Schiedsrichter auf eine bestimmte Dauer berufen und ihren Qualifikationen nach an jene nationaler Richter angeglichen würden.
Anfang Februar 2015 wies die Vorsitzende der Katholischen Erwachsenenbildung Deutschland auf ein von ihr gesehenes Risiko für private öffentlich geförderte Einrichtungen der Jugend- und Erwachsenenbildung durch drohende Investor-Staat-Klagen von privaten Bildungsanbietern (US-Hoch-, Privatschulen) hin. Auch das Europabüro für katholische Jugendarbeit und Erwachsenenbildung hat Bedenken. Die deutschen Bildungsgewerkschaften Erziehung und Wissenschaft (GEW) und Verband Bildung und Erziehung (VBE) hatten bereits früher auf diese Risiken hingewiesen.
Der deutsche ehemalige Bundesverfassungsrichter Siegfried Broß erklärte im März 2015, dass die Schiedsgerichtsklauseln gegen deutsches Verfassungsrecht und Recht der EU verstoßen und damit einen Systembruch des Völkerrechts bedeuten. Die EU-Kommission behauptete dagegen in einer Replik, es sei ein Gerücht, dass ein Investorenschutz in TTIP die Souveränität nationaler Gesetzgebung berühre.

#### Verhandlungsverlauf
2012 veröffentlichte das Corporate Europe Observatory (CEO) eine Studie über das Ausmaß der weltweit bereits über Handelsabkommen etablierten Möglichkeit für internationale Investoren, Schiedsgerichte anzurufen. Das entfachte einen europaweit geführten Diskurs über das auch in TTIP geplante Streitbeilegungsverfahren. Bislang haben sich das niederländische Parlament, der französische Senat und der deutsche Wirtschaftsminister dagegen ausgesprochen. Aufgrund der anhaltenden Kritik schlug die EU-Kommission als Alternative zu Schiedsgerichten ein Handelsgericht mit zwei Instanzen vor. Die Mitgliedsstaaten, das Europäische Parlament und die USA müssen dem Vorschlag jedoch noch zustimmen.
In den Verhandlungen mit den USA wurde das Thema seit März 2014 nicht mehr behandelt. Die Europäische Kommission führte seitdem eine „Öffentliche Konsultation zu den Modalitäten des Investitionsschutzes und der Investor-Staat-Streitbeilegung im Rahmen der TTIP“ durch. Mit einem Fragebogen konnten Unternehmen und Privatpersonen bis zum 6. Juli 2014 ihre Ansicht dazu äußern.
Das EU-Parlament hat bereits im April 2014 gegen die Stimmen von Grünen und Linken einer Regelung der finanziellen Verantwortlichkeit bei Investor-Staats-Schiedsverfahren zugestimmt. In der Presse wurde dies als „Absegnen“ des Investitionsschutzes in TTIP aufgefasst.
Nach den politischen Leitlinien des neuen Kommissionspräsidenten Jean-Claude Juncker vom 15. Juli 2014 war geplant, die Position der EU zum Investitionsschutz zu überdenken und die Verhandlungen transparenter zu gestalten: „Allerdings werde ich als Kommissionspräsident auch unmissverständlich klarstellen, dass ich nicht bereit bin, europäische Standards im Bereich Sicherheit, Gesundheit, Soziales, Datenschutz oder unsere kulturelle Vielfalt auf dem Altar des Freihandels zu opfern. Insbesondere die Sicherheit unserer Lebensmittel und der Schutz personenbezogener Daten der EU-Bürgerinnen und -Bürger sind für mich als Kommissionspräsident nicht verhandelbar. Ebenso wenig werde ich akzeptieren, dass die Rechtsprechung der Gerichte in den EU-Mitgliedstaaten durch Sonderregelungen für Investorenklagen eingeschränkt wird. Rechtsstaatlichkeit und Gleichheit vor dem Gesetz müssen auch in diesem Kontext gelten.“ (S. 9)
Dass es „zwischen entwickelten Rechtssystemen“ auch ohne Investitionsschutzklauseln gehe, zeigten laut einer Rede von Sigmar Gabriel am 25. September 2014 im Bundestag die Freihandelsabkommen der USA und Kanada mit Singapur und Israel. Allerdings gebe es auch Mitgliedstaaten der Europäischen Union, in denen die Unternehmen nicht immer vor Willkür geschützt seien. Das Verhandlungsmandat für TTIP sehe aber keinen Automatismus zur Einrichtung von Investor-Staat-Schiedsverfahren vor. Deswegen sei es gut, dass die EU-Kommission die Verhandlungen darüber ausgesetzt habe und ein Konsultationsverfahren durchführt.
Während der 7. Verhandlungsrunde bis 3. Oktober 2014 wurde nicht weiter über Investor-Staat-Schiedsgerichtsverfahren verhandelt: Die Europäer überdenken ihre Position neu, die USA halten weiter daran fest. Am 5. Februar 2015 wurde vom Ausschuss für internationalen Handel des Europäischen Parlaments ein Entwurf eines Berichts mit den Empfehlungen des Europäischen Parlaments an die Kommission zu den Verhandlungen über die transatlantische Handels- und Investitionspartnerschaft (TTIP) veröffentlicht. Der Bericht wurde auf Grundlage von Art. 108 Abs. 4 der Geschäftsordnung des Europäischen Parlaments erstellt. Gemäß diesem Bericht ist der Investor-Staat-Streitbeilegungsmechanismus (ISDS) „im TTIP-Abkommen aufgrund der hochentwickelten Rechtssysteme der EU und der USA nicht notwendig“.
Im Herbst 2015 hat die EU-Kommission einen Vorschlag für eine grundsätzliche Reform des ISDS-Systems vorgelegt. Statt Schiedsgerichten soll demnach ein öffentlicher Investitionsgerichtshof über Klagen wegen der Verletzung von Investorenrechten entscheiden. Dieser soll aus einem Gericht erster Instanz und einem Berufungsgericht bestehen, Urteile sollen von öffentlich ernannten Richtern mit hoher Qualifikation gefällt werden, die vergleichbar ist mit der von Mitgliedern anderer ständiger internationaler Gerichte wie des Internationalen Gerichtshofs und des WTO-Berufungsgremiums, die Möglichkeiten von Investoren, einen Fall vor das Gericht zu bringen soll genau definiert werden und die möglichen Klagegründe auf Fälle wie gezielte Diskriminierung wegen Geschlecht, Rasse oder Religion, Staatsangehörigkeit, Enteignung ohne Entschädigung oder formelle Rechtsverweigerung festgelegt werden. Das Recht der Regierungen auf Regulierung soll in den Bestimmungen der Handels- und Investitionsabkommen garantiert werden. Die Kommission wollte den Vorschlag anschließend mit dem Rat und Europäischen Parlament diskutieren. Anschließend sollte der Entwurf als EU-Vorschlag in die Handelsgespräche mit den USA eingehen und auch bei anderen laufenden und künftigen Verhandlungen als Verhandlungsbasis dienen. Am 12. November 2015 gab die Kommission bekannt, dass der Vorschlag der US-Delegation in den TTIP-Verhandlungen präsentiert worden ist. Beobachter halten es für fraglich, ob die USA sich auf den Vorschlag einlassen werden.
Als Alternative zu Schiedsgerichten schlägt die EU im September 2016 Investitionsgerichte vor, die deutlich transparenter als die bisher geplanten Schiedsgerichte sein sollen.

### Aufweichung und Umgehung von Arbeitnehmerrechten
Ein Vorwurf der Dienstleistungsgewerkschaft Verdi lautet, durch TTIP entstehe die Gefahr, dass Arbeitnehmerrechte auf das jeweils niedrigere Niveau beider Verhandlungspartner heruntergefahren würden. Gewerkschaftliche Vereinigungen beispielsweise, die nach bundesdeutschem Recht ermöglicht werden müssen, könnten durch TTIP durch den jeweiligen Konzern unterbunden werden, so Verdi. Der US-Handelsbeauftragte Michael Froman hingegen betonte die Absicht, die Standards global anzuheben.

### Gefährdung des Klimaschutzes
Wirtschaftsnobelpreisträger Joseph E. Stiglitz warnte im April 2016, dass ein erfolgreicher Klimaschutz, wie bei der UN-Klimakonferenz in Paris 2015 international vereinbart, durch TTIP erheblich gefährdet würde. TTIP untergrabe genau die Politik, die für einen erfolgreichen Klimaschutz notwendig sei. Treibhausgasemissionen, deren Kosten nicht von ihren Verursachern getragen werden, produzierten soziale Kosten, die ökonomisch gesehen wie Subventionen für die Unternehmen wirken, die sie verursachen. Solange Unternehmen nicht für die Umweltschäden aufkommen müssen, die sie auslösten, sei jedoch kein fairer Handel möglich. TTIP schaffe für Unternehmen im Gegenteil weitere Möglichkeiten, gegen solche Maßnahmen vorzugehen. So räumten die bei TTIP vorgesehene Streitschlichtungsverfahren Unternehmen explizit die Möglichkeit ein, Staaten für Umwelt- und Klimaschutzgesetze vor internationalen Schiedsgerichten zu verklagen, was dazu führen würde, dass sich keine ambitionierten, sondern die jeweils niedrigsten Umweltschutzstandards durchsetzten. Entworfen worden sei das Abkommen im Geheimen und gemeinsam mit Lobbyisten und mit Hinblick auf einen republikanisch dominierten US-Kongress, in dem sich Klimaleugner über wissenschaftliche Erkenntnisse hinwegsetzten.
Auch das europäische Umweltschützer-Netzwerk Friends of the Earth veröffentlichte im Juli 2014 eine Studie unter dem Titel Dirty Deals. „Darin wird nachgezeichnet, wie die Ölindustrie daran arbeitet, höhere EU-Klimaschutzstandards für Erdölprodukte wie Benzin und Diesel auszuhebeln. Denn eine geplante EU-Regel könnte unter anderem dazu führen, umstrittene Einfuhren von Teersand-Öl in die EU zu erschweren. Doch das will die Industrie verhindern. Sie sieht in strengeren Klimaschutz-Vorschriften ein Handelshemmnis, das im Zuge der TTIP-Gespräche beseitigt werden muss.“

### Aufweichung und Umgehung von Verbraucherschutz-, Umwelt- und Gesundheitsstandards

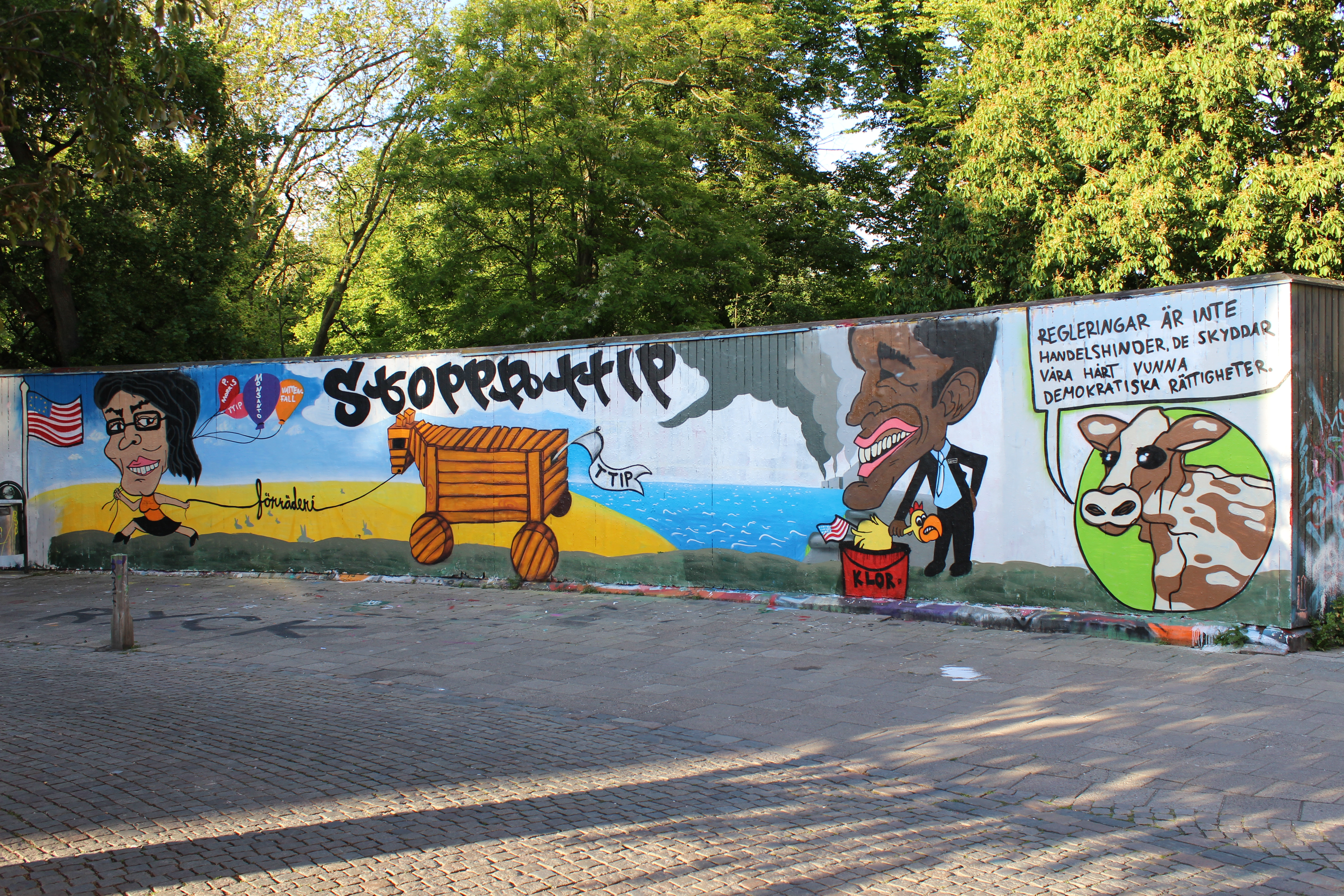
Anti-TTIP-Graffiti in Malmö im Juni 2015

Kritiker weisen darauf hin, dass nicht nur Industriestandards wie DIN-Normen, sondern auch gesetzliche Standards in den Bereichen Umweltschutz, Verbraucherschutz, Gesundheit, Arbeit und Soziales als nichttarifäre Handelshemmnisse eingestuft würden. Es müsse daher damit gerechnet werden, dass TTIP zu einer Schwächung, Deckelung oder teilweisen Beseitigung solcher Standards führen könnte, was nicht im Interesse der Mehrheit der Bürger sei.
Die angestrebte „Harmonisierung“ von Standards, etwa im Bereich des Verbraucherschutzes bzw. der Umwelt- und Gesundheitspolitik, orientiert sich laut Kritikern an den Interessen der Konzerne und Finanz-Investoren – weil Harmonisierung bedeute, dass tendenziell der jeweils niedrigste bzw. wirtschaftsfreundlichste Standard aller Einzelstaaten als Basis für die verbindliche Norm des Vertrags dienen werde (Race to the bottom). So weiche TTIP bestehende hohe europäische Umwelt- und Gesundheitsstandards zugunsten von niedrigeren US-Standards auf. Neben dem Problem einer „Anpassung nach unten“ wird befürchtet, dass es zunehmend schwieriger wird, neue verbesserte Verbraucher- und Umweltschutzkriterien einzuführen. In diesem Zusammenhang sind folgende Beispiele zu nennen:
- Als bedroht wird die in Europa weitverbreitet betriebene Ökologisierung der Landwirtschaft (Agrarwende) gesehen,[248] insbesondere für kleine Bauernhöfe in Deutschland werden Nachteile befürchtet.[249]
- Konzerne wie Monsanto kritisieren die Beschränkungen innerhalb des europäischen Markts seit langem und versuchen im Zuge von TTIP zu erreichen, dass z. B. auch genveränderte Pflanzensorten und Produkte unbeschränkt auf dem europäischen Markt vertrieben werden können.[18] Die Europäische Kommission hat erklärt, über den Marktzugang von gentechnisch veränderten Lebensmitteln nicht zu verhandeln.[172]
- Viel in der Öffentlichkeit diskutiert wurde auch die „Chlorhuhn“-Frage, das in den USA übliche Desinfizieren frischgeschlachteter Hühner im Chlorbad, dadurch „sei der Anreiz für hohe Hygienestandards in Ställen gering“.[65] Die EU-Kommission widerspricht diesen Befürchtungen.[250]
- Das in den USA erlaubte Fracking könnte durch TTIP auch in Europa erlaubt werden,[178] bestehende gesetzliche Verbote wie in Frankreich[251][252] würden dadurch unterlaufen.[18]
- Auch die Gefahr, dass eine „gegenseitige Anerkennung“ im Bereich Zulassung gefährlicher Stoffe durch die stark am TTIP interessierte Chemielobby durchgesetzt wird, die zur Herabsenkung von EU-Standards auf US-Niveau führen würde, sei realer, als es Vertreter der US-Chemieindustrie selbst öffentlich eingestehen wollen, so Stephan Stuchlik und Kim Otto in ihrer am 4. August 2014 im Ersten ausgestrahlten Dokumentation „Der große Deal“.[253]
- Als Beispiel für die Gefährdung von Gesundheitsstandards durch Freihandelsabkommen wird häufig der Fall des Tabakkonzerns Philip Morris genannt, der eine Niederlassung in Hongkong nutzt, um gegen Australien zu klagen, wo Zigarettenschachteln seit 2012 mit abschreckenden Warnhinweisen gestaltet werden müssen. Die Investitionsschutzklage wurde mit der Begründung erhoben, die bei der Investitionsentscheidung nicht absehbaren Tabakgesetze hätten dem Unternehmen das Geschäft kaputt gemacht.[254] Das Verfahren wurde im Dezember 2015 aus formalen Gründen zugunsten von Australien entschieden.[255]
- Bei Kosmetika sind 1300 giftige Stoffe verboten, in den USA nur 11.
- In Europa gilt das Vorsorgeprinzip, in den USA das Nachsorgeprinzip.

### Gefährdung von Tierschutzstandards
In der EU gelten laut der Tierschutzorganisation Animal Legal Defense Fund in vielen Hinsichten deutlich höhere Tierschutzstandards als in den USA, wo es vielfach keine Schutzgesetze für Tiere gebe. Kritiker befürchten durch TTIP die Möglichkeit von Klagen von US-Konzernen gegen strengere lokale Auflagen, die so den europäischen Tierschutz schwächen können.

### Gefahren für europäische Kultursubventionen
Vertreter der europäischen Kulturindustrie wie etwa der Deutsche Kulturrat äußerten die Befürchtung, dass die TTIP eine Gefahr für die Buchpreisbindung und die Filmförderung in Europa bedeuten könnte. Der Kulturrat fürchtet, dass die Interessen der Medien- und Kreativwirtschaft und der Kulturorganisationen den Interessen der exportintensiven deutschen Industriebranchen geopfert werden, um den USA ein Bauernopfer im Austausch anbieten zu können.
Allerdings will die EU – wie schon in anderen Handelsabkommen – auch in die TTIP Sonderregeln für den audiovisuellen Sektor aufnehmen, die eine Ungleichbehandlung ausländischer Anbieter weiter ermöglichen sollen, genauso wie auch andere Kulturbereiche weiter subventioniert werden dürfen: „Die zuständigen deutschen Stellen werden daher auch weiterhin frei sein, öffentliche Zuschüsse zu geben für alle Arten von kulturbezogene [sic] Tätigkeiten (Live-Veranstaltungen, Festivals, Theater, Musicals, Verlagswesen usw.). Wenn sie es wünschen, können sie auch ausländische (d. h. US) Anbieter von derartigen Zuschüssen ausschließen.“
Auch für die deutsche Buchpreisbindung besteht aus Sicht der EU-Kommission keine Gefahr: „Soweit die Buchpreisbindung im Ausland hergestellte Bücher nicht diskriminiert, berührt sie nicht die im Rahmen eines Handelsabkommens üblicherweise eingegangenen Verpflichtungen. Mit anderen Worten: Es ist noch nicht einmal erforderlich, die Buchpreisbindung als Beschränkung des Prinzips der Marktöffnung oder der Nichtdiskriminierung in TTIP aufzuführen.“

### Gefahren für Datenschutz und IT-Sicherheit
Der Bundesverband IT-Sicherheit e. V. (TeleTrusT) warnt vor einer Absenkung der deutschen bzw. europäischen Datenschutz- und IT-Sicherheitsstandards durch TTIP. TeleTrusT rät, im Zusammenhang mit TTIP insbesondere das zentrale Element Kryptoalgorithmen aufmerksam zu beobachten. TTIP dürfe auf diesem Gebiet nicht zu schwächeren Sicherheitsniveaus führen, gerade auch für kommerzielle IT-Produkte. Kritisch angemerkt wird, dass nationale Institutionen, die für die Einhaltung hoher Standards stehen (wie in Deutschland z. B. das Bundesamt für Sicherheit in der Informationstechnik (BSI)), nicht direkt in die Verhandlungen eingebunden seien und ihre Vorstellungen den Verhandlungsführern der EU-Kommission erst nahebringen müssen. Laut TeleTrusT sei durch den angestrebten gemeinsamen Wirtschaftsraum zu erwarten, dass innerhalb seines Gebiets deutlich mehr Daten fließen werden als bisher, insbesondere solche mit Personenbezug. Hierfür sei ein abgestimmtes Datenschutzverständnis unbedingt erforderlich. Ansonsten käme es zu unterschiedlichen Anforderungen an die Unternehmen dies- und jenseits des Atlantik, die sich wettbewerbsverzerrend auswirken würden.
Zur Frage der Standards haben beide Verhandlungsseiten wiederholt erklärt, dass es keine Absenkung geben wird.
Beim Datenschutz drängen die USA auf eine Absenkung des Standards, und Kritiker fürchten, dass die stark umstrittenen Schiedsverfahren von US-Internetkonzernen genutzt werden könnten, um gegen Datenschutzbestimmungen in Europa, einschließlich der Datenschutz-Grundverordnung, zu klagen. Ein erstes Treffen zwischen CNECT der EU und dem National Institute of Standards and Technology (NIST) der Vereinigten Staaten soll in der ersten Jahreshälfte 2019 stattfinden.

### Regulatorische Kooperation als Gefahr für parlamentarische Kontrolle
Die geplante regulatorische Kooperation sowie die Einrichtung eines Regulatory Cooperation Council, in dem Industrievertreter exklusiven Zugang zu Gesetzesvorhaben erhalten sollen, wird von Mitgliedern des TTIP-Beirats der Bundesregierung stark kritisiert. Frank Bsirske (Vorsitzender von Verdi) und Mario Ohoven (Präsident des Bundesverbandes mittelständische Wirtschaft) sehen potenzielle Gefahren für die parlamentarische Kontrolle von TTIP. Ähnlich argumentiert Lobbycontrol. Die regulatorische Kooperation bedrohe die demokratische Fähigkeit von Regierungen und Parlamenten, selbst zu regulieren. Diese Aussage kritisiert Matthias Machnig, Staatssekretär im deutschen Bundesministerium für Wirtschaft und Energie: „Gesetze werden auch künftig von Parlamenten erlassen. Zu sagen, durch regulatorische Kooperation würde die Gesetzgebung (sc. in TTIP-Gremien) ausgelagert, ist Unsinn.“ Dagegen kritisiert der Völkerrechtler Markus Krajewski: Sollten sich die USA mit ihren Forderungen durchsetzen, „dann würde das die europäische Gesetzgebung in Umwelt- und Verbraucherfragen erheblich erschweren. Das ist die große Gefahr der regulatorischen Kooperation.“

### Gegenseitige Anerkennung von Normen und Standards
Das Deutsche Institut für Normung (DIN) spricht sich in einem Positionspapier gegen die gegenseitige Anerkennung von Standards und Normen der Verhandlungspartner aus. Anders als der entsprechende europäische Prozess sei die Normung in den USA stark fragmentiert und es existiere keine Struktur, um internationale Normen in nationale amerikanische Normen zu überführen. Eine gegenseitige Anerkennung könne durch die folgende Zersplitterung von Normen den europäischen Binnenmarkt gefährden, in der EU etablierte Konsultationsprozesse umgehen und bringe nicht zwingend Rechtssicherheit für europäische Exporteure. Das DIN fordert daher eine Orientierung an den Normen der Internationalen Organisation für Normung (ISO) und Internationalen Elektrotechnischen Kommission (IEC), keine Anerkennung von US-Normen, und die Entwicklung gemeinsamer bilateraler Normen und Standards in innovativen Technologiebereichen, in denen noch kein etabliertes Normenwerk geschaffen wurde.

### Folgen für Drittstaaten
TTIP wird neben dem auf beiden Seiten des Atlantiks angestrebten wirtschaftlichen Wachstum für die Verhandlungspartner auch Auswirkungen auf andere Länder haben. Ökonomen zufolge bedeutete TTIP einen erheblichen Wohlfahrts- sowie Realeinkommensverlust für Entwicklungsländer. Dies läge unter anderem an den fehlenden Zöllen im Handel zwischen USA und EU, da Waren aus Entwicklungsländern im Vergleich teurer und damit weniger wettbewerbsfähig würden.
Die vielfach diskutierte Angleichung von Standards zwischen USA und EU könnte positive wie negative Effekte für Drittstaaten nach sich ziehen. Für Exporteure sind möglichst niedrige Standards günstig, um ihre Produkte zu vertreiben. Bislang ist aber ungewiss, ob mit Entfaltung von TTIP mehrheitlich EU- oder US-Standards maßgeblich wären. Für den Fall, dass die Standards der USA sich den vornehmlich höheren der EU angleichen würden, wäre Händlern aus Entwicklungsländern der Marktzugang in den USA erheblich erschwert. Umgekehrt aber könnten künftig niedrigere EU-Standards Unternehmen aus Drittstaaten Exporte in die EU vereinfachen.
Nach einer Studie des Ifo-Instituts im Auftrag der Bertelsmann Stiftung wären Mexiko, Niger und Algerien am schwerwiegendsten von TTIP betroffen. Mexiko würde demnach 7,2 Prozent des realen Pro-Kopf-Einkommens verlieren. Weiterhin wird prognostiziert, dass die Handelsvolumen der USA und EU mit den BRICS-Staaten sinken würden, für Deutschland um 10 Prozent und für die USA um 30 Prozent. Aber auch in anderen Industrieländern wären Einbußen zu erwarten. So hätten im Extremszenario Kanada (−9,5 Prozent im Pro-Kopf-Realeinkommen) und Australien (−7,4 Prozent) die größten Verluste zu befürchten.
In einer weiteren Studie von 2015, diesmal im Auftrag des Bundesministeriums für wirtschaftliche Zusammenarbeit und Entwicklung (BMZ), stellte das Ifo-Institut mildere Folgen für Entwicklungsländer in Aussicht, was insbesondere auf Spillover-Effekte zurückgeführt wird, die in der früheren Studie minder berücksichtigt wurden. Auf einer Ministeriumsveranstaltung nannte Studienleiter Gabriel Felbermayr die Folgen harmlos und merkte an, dass es sowohl Gewinner als auch Verlierer gäbe.
Der gemeinnützige Verein foodwatch hält dem Ifo-Institut vor, die Spillover-Effekte auf Annahmen abgestellt zu haben, die entweder unrealistisch sind oder der Entscheidungskompetenz Dritter obliegen. Außerdem bemängelt foodwatch, dass im Rahmen der Untersuchung Expertengespräche mit Wirtschaftslobbyisten, sprich, vermeintlichen TTIP-Befürwortern, durchgeführt wurden.
Die Nichtregierungsorganisation Brot für die Welt hält dazu an, die Auswirkungen auf Drittstaaten in die Verhandlungen zu TTIP aufzunehmen. Sie befürchtet, TTIP könne die Existenz von Bauern in Entwicklungs- und Schwellenländern gefährden und fordert in diesem Zusammenhang die Implementierung einer „Menschenrechtsklausel“, die Vertragsbestimmungen modifizierbar macht, wenn Menschenrechte bedroht sind.

### Einzelstimmen
Franz Kotteder, Journalist und Autor des Buches Der große Ausverkauf. Wie die Ideologie des freien Handels unsere Demokratie gefährdet, sieht Abkommen wie TTIP am Anfang einer gewaltigen Umwälzung stehen, an deren Ende der zügellose Markt stehen könne. Das transatlantische Freihandelsabkommen sieht er als Teil eines Geflechts von Verträgen (CETA, TiSA, TTP), die allesamt dasselbe Ziel verfolgten: die Umsetzung einer „neoliberalen Agenda“, die multinationale Konzerne von allen Beschränkungen, die ihnen durch Regierungen auferlegt wurden, befreien soll. TTIP sei damit „Teil eines Weltstaatsstreichs der internationalen Wirtschaftsverbände und der großen Konzerne“.
Jörg Philip Terhechte, Professor für Internationales Recht an der Leuphana Universität Lüneburg, argumentiert, dass die politische Struktur der EU in ihrer jetzigen Form immer wieder zu undemokratisch zustande gekommenen Verträgen wie TTIP führte. Dies läge daran, dass die EU „executive-driven“ sei, die Verfügungsgewalt läge ausschließlich bei der Exekutive, nämlich der Europäischen Kommission, während das Europäische Parlament noch nicht einmal einen Gesetzesvorschlag einbringen dürfe.
Jagdish Bhagwati, Professor für Politik und Wirtschaft an der Columbia University, sah die Schwächen von TTIP bereits in den Verhandlungen manifestiert. TTIP sei von vornherein zum Scheitern verurteilt gewesen. Man habe die Verhandlungen im Geheimen geführt und zu viele heikle Themen auf einmal verhandelt. „Zweitklassige Unterhändler“ hätten nach Bhagwati die Verhandlungen geführt und sich von Lobbyisten die Standpunkte vorgeben lassen.

## Alternativvorschläge von NGOs
Neben Kritik und Protesten der Zivilgesellschaft schlagen ein paar der NGOs auch vor, wie Handels- und internationale Abkommen, welche die EU verhandelt und abschließt, zu gestalten wären – inhaltlich auf das Wesentliche konzentriert, flexibler und demokratischer gestaltet, mit frühzeitigem Einbezug der Beteiligten und mehr an Transparenz.
Foodwatch schlägt vor, „Handelsabkommen nur für den Abbau von Zöllen abzuschließen (am besten auf globaler Ebene), den Rest aber auf Branchenvereinbarungen und flexiblere Verordnungen auszulagern“.
Mehr Demokratie stellt in ihrem Papier „Forderungen zur Demokratisierung von EU‐Handelsverträgen“ (April 2016) fest, dass „Vorschläge, wie die Handelspolitik in Zukunft anders ablaufen soll, sehr selten“ sind und bringt ihre „Forderungen in die Diskussion […] wie Handelsverträge der EU demokratisiert werden können“ ein, die der Autor in zwei Bereiche aufteilt – ohne und mit Änderung der EU‐Verträge:
A. Verbesserungen ohne Änderung der EU‐Verträge
1. Verhandlungstexte aller Seiten sind zu veröffentlichen
2. Mandat ist zwingend zu veröffentlichen
3. Umfassende Informierung des Europäischen Parlamentes
4. Gleichgewichtige Beteiligung von Interessenvertretern
5. Keine unkündbaren Verträge und keine Verträge mit sehr langen Laufzeiten
6. Keine vorläufige Anwendung

B. Verbesserungen, die Änderungen der EU‐Verträge notwendig machen
1. [EU‐]Parlament beschließt (zusammen mit dem [EU-]Rat) über das [Verhandlungs-]Mandat
2. [EU‐]Parlament kann Nachverhandlungen durchsetzen
3. Direktdemokratische Kontrolle von Handelsverträgen wird ermöglicht